# Eurovision Song Contest 2024
L'Eurovision Song Contest 2024 è stata la 68ª edizione dell'annuale concorso canoro, vinta dal cantante svizzero Nemo con la canzone The Code. Il concorso si è svolto presso la Malmö Arena a Malmö, in Svezia, dal 7 all'11 maggio 2024, in seguito alla vittoria di Loreen con Tattoo nell'edizione precedente; è stata la terza edizione della manifestazione a svolgersi a Malmö (dopo quelle del 1992 e 2013), nonché la settima in Svezia (paese ospitante anche nel 1975, 1985, 2000 e 2016).
Il concorso si è articolato, come dal 2008, in due semifinali e una finale.

## Organizzazione

### Produzione
In seguito ad alcune controversie avvenute durante l'edizione 2023, relative al ruolo delle giurie nazionali in seno al sistema di voto, l'emittente norvegese NRK ha annunciato che erano in corso le trattative con l'Unione europea di radiodiffusione (UER) riguardo a ulteriori modifiche sulla struttura del sistema di voto; l'obiettivo del capodelegazione norvegese Stig Karlsen era di ridurre il peso complessivo delle giurie sul risultato finale dall'attuale 49,4% al 40% o 30%. Alla fine non sono state apportate modifiche al sistema di voto, ma nel marzo 2024 sono state annunciate alcune modifiche alla durata della finestra di voto: la finestra di voto per il "Resto del mondo" sarà aperta per 24 ore prima e durante ogni trasmissione. Per i Paesi partecipanti, sarà aperta dopo l'esecuzione dell'ultima canzone nelle semifinali come negli anni precedenti, mentre nella finale sarà aperta prima della prima esibizione e si chiuderà 25 minuti dopo l'ultima esibizione. Inoltre, i Paesi che accedono automaticamente alla finale (i Big Five e il Paese ospitante) eseguiranno integralmente i loro brani in gara durante le semifinali, tra le esibizioni dei concorrenti.
Il 14 giugno 2023 sono state annunciate le due produttrici esecutive dell'evento: Ebba Adielsson (direttrice della sezione intrattenimento della SVT) e Christel Tholse Willers (già produttrice esecutiva dell'edizione 2013), mentre la produzione tecnica sarà affidata a Tobias Åberg (produttore tecnico della manifestazione dal 2016) e Johan Bernhagen (produttore esecutivo dell'edizione 2016). Il successivo 11 settembre vengono annunciati Christer Björkman (capodelegazione svedese dal 2002 al 2021, nonché produttore dell'edizione 2013 e 2016) come direttore artistico e Per Blankens (già produttore di vari programmi svedesi tra cui il Melodifestivalen) come produttore televisivo.
Il 19 dicembre 2023 è stato annunciato che la scenografia sarebbe stata curata dal tedesco Florian Wieder, già ideatore di altre sei scenografie della manifestazione, mentre lo svedese Fredrik Stormby (già precedentemente coinvolto nella realizzazione della scenografia nel 2013 e nel 2016) avrebbe curato il comparto luci e video del palco.
Il 5 febbraio 2024 sono state annunciate le conduttrici dell'evento: la presentatrice televisiva e comica Petra Mede (alla sua terza conduzione del concorso dopo le edizioni del 2013 e del 2016) e l'attrice svedese-statunitense Malin Åkerman.

### Logo e slogan
Lo slogan dell'edizione 2024 è lo stesso dell'edizione precedente, United by Music. La decisione è stata resa nota il 14 novembre 2023 tramite un comunicato stampa congiunto della SVT e dell'UER. Nello stesso comunicato viene annunciato inoltre che tale slogan verrà utilizzato in maniera permanente anche per le future edizioni del concorso. Il successivo 14 dicembre è stato presentato il logo dell'evento, denominato The Eurovision Lights disegnato dalle agenzie Uncut e Bold Scandinavia, raffigura una serie di gradienti lineari, ispirate all'aurora boreale e agli equalizzatori sonori.

### Scelta della sede
All'indomani della vittoria svedese all'edizione 2023, ospitata dalla città britannica di Liverpool, la delegazione svedese ha espresso l'interesse dell'emittente pubblica SVT a organizzare la manifestazione musicale. A stretto giro ha seguito l'interesse a ospitare l'evento di diverse città tra cui Eskilstuna (Stiga Sports Arena), Göteborg (Scandinavium), Jönköping (Husqvarna Garden), Malmö (Malmö Arena), Örnsköldsvik (Hägglunds Arena), Partille (Partille Arena), Sandviken (Göransson Arena) e Stoccolma (Friends Arena e Tele2 Arena).
L'emittente SVT ha invitato le città interessate a presentare una candidatura ufficiale entro il 12 giugno 2023. Le prime città a confermare la propria candidatura per ospitare l'evento sono state Stoccolma e Göteborg, seguite da Örnsköldsvik e Malmö, mentre le città ad annunciare il ritiro delle rispettive candidature sono state Sandviken (in seguito a una consultazione in consiglio comunale) e Jönköping (per la mancanza di un'arena di dimensioni adeguate). Il successivo 20 giugno i media svedesi hanno rivelato che, a seguito della lista già ampia di eventi previsti all'interno delle arene precedentemente selezionate, la città di Stoccolma aveva ideato una terza alternativa per la propria candidatura, basata sulla costruzione di un'arena apposita per ospitare il concorso vicino alla zona portuale della città (Frihamnen).
Il 7 luglio SVT ha comunicato che la scelta era stata ristretta alle città di Malmö e Stoccolma, che rispettavano tutte le necessità del concorso, scartando di conseguenza Göteborg e Örnsköldsvik. Nella stessa giornata, sul canale YouTube ufficiale della manifestazione canora, è stato confermato che la sede dell'Eurovision Song Contest 2024 sarebbe stata la Malmö Arena dell'omonima città.

#### Articolazione del processo
Il processo di selezione della scelta si è articolato nel seguente modo:
- le città interessate hanno preso visione dei criteri fondamentali per ospitare la manifestazione;
- alle stesse città sono state poi concesse quattro settimane per preparare i propri piani e progetti per ospitare l'evento;
- nel mese di giugno l'emittente organizzatrice ha valutato le candidature in base ai criteri fondamentali;

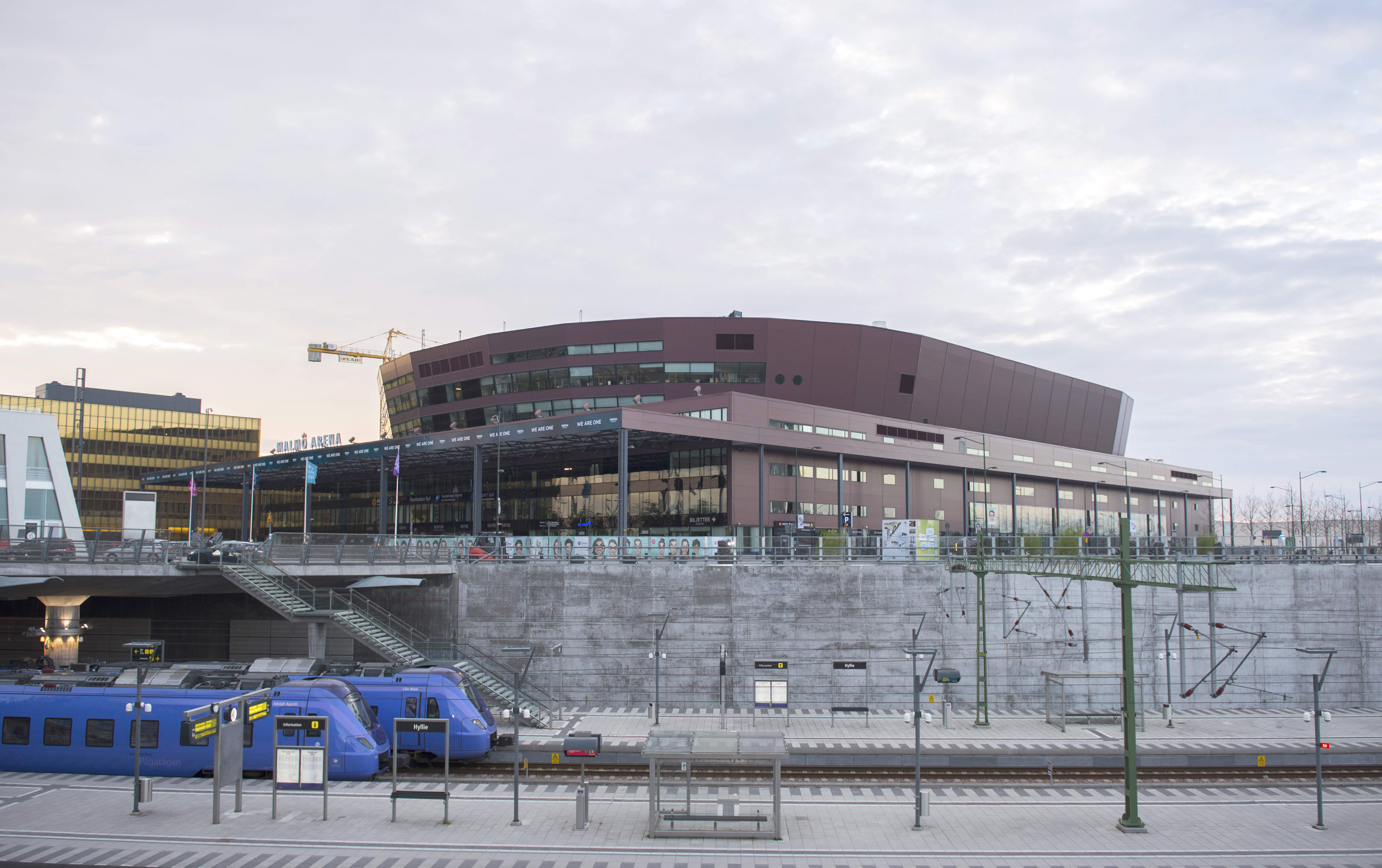
La Malmö Arena, sede della 68ª edizione dell'Eurovision Song Contest

- entro la fine di giugno l'emittente organizzatrice ha visitato le città selezionate, i progetti preparati sono stati inviati all'Unione europea di radiodiffusione che ha decretato, di concerto con l'emittente organizzatrice e prima del mese di luglio, la città ospitante.

#### Criteri fondamentali
- la sede doveva essere al coperto, dotata di aria condizionata secondo gli standard vigenti, e inoltre ben perimetrabile;
- la sede doveva avere una capacità al 70% della capienza massima compresa tra gli 8 000 e i 10 000 spettatori;
- la sede doveva essere dotata di un'area principale che consenta la realizzazione di un allestimento di alto livello con altezze disponibili di almeno 18 metri, buone capacità di carico sul tetto e facile accesso al carico;
- la sede doveva essere disponibile per sei settimane prima dell'evento, le due settimane dello show e quella successiva per il disallestimento;
- la sede doveva avere a disposizione una vicina sala stampa che possa accogliere almeno 1 000 giornalisti;
- la sede doveva avere aree a raso e di facile accesso, contigue e integrate nel perimetro dell'infrastruttura per il supporto tecnico-logistico di 5 000 metri quadrati;
- la città doveva avere a disposizione oltre 2 000 camere d'albergo nelle aree contigue all'evento;
- la città doveva avere un aeroporto internazionale non più lontano di un'ora e mezza dalla sede dell'evento.

| Città        | Sede                  | Capacità | Note |
| ------------ | --------------------- | -------- | --- |
| Göteborg     | Scandinavium          | 14 000   | Ha ospitato l'Eurovision Song Contest 1985, la candidatura era sostenuta dal comune di Göteborg; necessita di lavori di ristrutturazione; il 9 maggio 2024 ha ospitato lo spettacolo The World of Hans Zimmer – A New Dimension |
| Malmö        | Malmö Arena           | 15 500   | Ha ospitato l'Eurovision Song Contest 2013 |
| Örnsköldsvik | Hägglunds Arena       | 9 800    | Ha ospitato le semifinali del Melodifestivalen nel 2007, 2010, 2014 e 2018, oltre ad aver ospitato il ripescaggio nel 2023 |
| Stoccolma    | Friends Arena (Solna) | 75 000   | Ospita annualmente la finale del Melodifestivalen, la candidatura era promossa dal comune di Stoccolma; dal 17 al 19 maggio 2024 ha ospitato le date svedesi della tournée di Taylor Swift The Eras Tour                        |
| Stoccolma    | Tele2 Arena           | 45 000   | Ha ospitato il campionato svedese di football americano 2013 e 2014, l'UFC on Fox: Gustafsson vs. Johnson e il campionato europeo maschile di pallamano 2020                                                                    |
| Stoccolma    | — (Frihamnen)         | 14 700   | La proposta era subordinata alla costruzione di un'arena apposita per ospitare il concorso nel caso in cui nessun'altra arena della città risultasse disponibile                                                                |

## Stati partecipanti
Stati partecipanti che si sono qualificati alla finale
     Stati partecipanti che non si sono qualificati per la finale
     Stati squalificati dalla finale
     Stati che hanno partecipato in passato ma non nel 2024

Stati partecipanti che si sono qualificati alla finale
Stati partecipanti che non si sono qualificati per la finale
Stati squalificati dalla finale
Stati che hanno partecipato in passato ma non nel 2024

Il 5 dicembre 2023 è stata ufficializzata la lista definitiva degli Stati partecipanti a quest'edizione, che ne prevede 37.
| Stato                  | Artista                            | Brano                                              | Lingua                   | Processo di selezione                                                                                                  | Note |
| ---------------------- | ---------------------------------- | -------------------------------------------------- | ------------------------ | --- | --- |
| Albania                | Besa                               | Titan                                              | Inglese                  | Festivali i Këngës 62, 22 dicembre 2023                                                                                | La selezione nazionale è stata vinta con Zemrën n'dorë, la versione albanese del brano. Il brano in gara è una versione modificata rispetto a quello che ha vinto la selezione nazionale. |
| Armenia                | Ladaniva                           | Jako                                               | Armeno                   | Interno; gruppo annunciato il 9 marzo 2024, brano presentato il 13 marzo 2024                                          | |
| Australia              | Electric Fields                    | One Milkali (One Blood)                            | Inglese, yankunytjatjara | Interno; gruppo e brano annunciati il 5 marzo 2024                                                                     | In caso di vittoria dell'Australia la SBS produrrà l'evento in Europa assieme a un altro membro dell'UER.                                                                                 |
| Austria                | Kaleen                             | We Will Rave                                       | Inglese                  | Interno; cantante e canzone annunciati il 16 gennaio 2024, brano presentato il 1º marzo 2024                           | |
| Azerbaigian            | Fahree feat. İlkin Dövlətov        | Özünlə apar                                        | Inglese, azero           | Interno; cantante annunciato il 7 marzo 2024, brano presentato il 15 marzo 2024                                        | |
| Belgio                 | Mustii                             | Before the Party's Over                            | Inglese                  | Interno; cantante annunciato il 30 agosto 2023, brano presentato il 20 febbraio 2024                                   | |
| Cipro                  | Silia Kapsis                       | Liar                                               | Inglese                  | Interno; cantante annunciata il 25 settembre 2023, brano annunciato l'8 gennaio 2024 e presentato il 29 febbraio 2024  | |
| Croazia                | Baby Lasagna                       | Rim Tim Tagi Dim                                   | Inglese                  | Dora 2024, 25 febbraio 2024                                                                                            | Il brano contiene alcune parole in italiano. |
| Danimarca              | Saba                               | Sand                                               | Inglese                  | Dansk Melodi Grand Prix 2024, 17 febbraio 2024                                                                         | |
| Estonia                | 5miinust & Puuluup                 | (Nendest) narkootikumidest ei tea me (küll) midagi | Estone                   | Eesti Laul 2024, 17 febbraio 2024                                                                                      | |
| Finlandia              | Windows95man feat. Henri Piispanen | No Rules!                                          | Inglese                  | UMK 2024, 10 febbraio 2024                                                                                             | |
| Francia                | Slimane                            | Mon amour                                          | Francese                 | Interno; cantante e brano annunciati l'8 novembre 2023                                                                 | |
| Georgia                | Nutsa Buzaladze                    | Firefighter                                        | Inglese                  | Interno; cantante annunciata il 12 gennaio 2024; brano annunciato il 6 marzo 2024 e presentato l'11 marzo 2024         | |
| Germania               | Isaak                              | Always on the Run                                  | Inglese                  | Eurovision Song Contest – Das deutsche Finale 2024, 16 febbraio 2024                                                   | |
| Grecia                 | Marina Satti                       | Zari                                               | Greco                    | Interno; cantante annunciata il 24 ottobre 2023, brano presentato il 7 marzo 2024                                      | Il brano contiene alcune parole in inglese. |
| Irlanda                | Bambie Thug                        | Doomsday Blue                                      | Inglese                  | Eurosong 2024, 26 gennaio 2024                                                                                         | Il brano in gara è una versione modificata rispetto a quello che ha vinto la selezione nazionale. Il brano contiene alcune parole in aramaico.                                            |
| Islanda                | Hera Björk                         | Scared of Heights                                  | Inglese                  | Söngvakeppnin 2024, 2 marzo 2024                                                                                       | |
| Israele                | Eden Golan                         | Hurricane                                          | Inglese, ebraico         | HaKokhav HaBa 10 per l'artista il 6 febbraio 2024, brano annunciato il 7 marzo 2024 e presentato il 10 marzo 2024      | |
| Italia                 | Angelina Mango                     | La noia                                            | Italiano                 | Festival di Sanremo 2024, 10 febbraio 2024                                                                             | Il brano in gara è una versione modificata rispetto a quello che ha vinto la selezione nazionale.                                                                                         |
| Lettonia               | Dons                               | Hollow                                             | Inglese                  | Supernova 2024, 10 febbraio 2024                                                                                       | |
| Lituania               | Silvester Belt                     | Luktelk                                            | Lituano                  | Eurovizija.LT 2024, 17 febbraio 2024                                                                                   | |
| Lussemburgo            | Tali                               | Fighter                                            | Francese, inglese        | Luxembourg Song Contest 2024, 27 gennaio 2024                                                                          | Il brano in gara è una versione modificata rispetto a quello che ha vinto la selezione nazionale.                                                                                         |
| Malta                  | Sarah Bonnici                      | Loop                                               | Inglese                  | Malta Eurovision Song Contest 2024, 3 febbraio 2024                                                                    | Il brano in gara è una versione modificata rispetto a quello che ha vinto la selezione nazionale.                                                                                         |
| Moldavia               | Natalia Barbu                      | In the Middle                                      | Inglese                  | Etapa Națională 2024, 17 febbraio 2024                                                                                 | Il brano in gara è una versione modificata rispetto a quello che ha vinto la selezione nazionale.                                                                                         |
| Norvegia               | Gåte                               | Ulveham                                            | Norvegese                | Melodi Grand Prix 2024, 3 febbraio 2024                                                                                | |
| Paesi Bassi            | Joost Klein                        | Europapa                                           | Olandese                 | Interno; cantante annunciato l'11 dicembre 2023, brano annunciato il 20 febbraio 2024 e presentato il 29 febbraio 2024 | Il brano contiene alcune parole in inglese, francese, tedesco e italiano. |
| Polonia                | Luna                               | The Tower                                          | Inglese                  | Interno; cantante e brano annunciati il 19 febbraio 2024                                                               | |
| Portogallo             | Iolanda                            | Grito                                              | Portoghese               | Festival da Canção 2024, 9 marzo 2024                                                                                  | |
| Regno Unito            | Olly Alexander                     | Dizzy                                              | Inglese                  | Interno; cantante annunciato il 16 dicembre 2023, brano annunciato il 7 febbraio 2024 e presentato il 1º marzo 2024    | |
| Repubblica Ceca        | Aiko                               | Pedestal                                           | Inglese                  | Eurovision Song CZ 2024, 12 dicembre 2023                                                                              | Il brano in gara è una versione modificata rispetto a quello che ha vinto la selezione nazionale.                                                                                         |
| San Marino             | Megara                             | 11:11                                              | Spagnolo                 | Una voce per San Marino 2024, 24 febbraio 2024                                                                         | Il brano in gara è una versione modificata rispetto a quello che ha vinto la selezione nazionale. Il brano contiene alcune parole in inglese e italiano.                                  |
| Serbia                 | Teya Dora                          | Ramonda                                            | Serbo                    | Pesma za Evroviziju '24, 2 marzo 2024                                                                                  | |
| Slovenia               | Raiven                             | Veronika                                           | Sloveno                  | Interno; cantante e brano annunciati il 12 dicembre 2023, brano presentato il 20 gennaio 2024                          | Il brano in gara è una versione modificata rispetto a quello inizialmente presentato. |
| Spagna                 | Nebulossa                          | Zorra                                              | Spagnolo                 | Benidorm Fest 2024, 3 febbraio 2024                                                                                    | |
| Svezia (organizzatore) | Marcus & Martinus                  | Unforgettable                                      | Inglese                  | Melodifestivalen 2024, 9 marzo 2024                                                                                    | |
| Svizzera               | Nemo                               | The Code                                           | Inglese                  | Interno; cantante e brano annunciati il 29 febbraio 2024                                                               | |
| Ucraina                | Al'ona Al'ona & Jerry Heil         | Teresa & Maria                                     | Ucraino, inglese         | Vidbir 2024, 4 febbraio 2024                                                                                           | |

## Verso l'evento

### Melfest WKND 2024
La terza edizione del Melfest WKND si è tenuto l'8 marzo 2024 presso il Nalen di Stoccolma ed è stato presentato da Volodymyr Birjukov. Come da tradizione, l'evento si è tenuto come precursore della finale del Melodifestivalen. Vi hanno partecipato:
- Danimarca
- Lituania
- Norvegia
- Polonia

Hanno partecipato inoltre gli Herreys (vincitori dell'Eurovision Song Contest 1984), i Keiino (rappresentanti della Norvegia all'Eurovision Song Contest 2019), Glen Vella (rappresentante di Malta all'Eurovision Song Contest 2011), Sanna Nielsen (rappresentante della Svezia all'Eurovision Song Contest 2014), Filip Baloš (partecipante a Pesma za Evroviziju '23 e '24), Jorge González (partecipante a Benidorm Fest 2024), Elisa Lindström (partecipante a Melodifestivalen 2014, 2021 e 2024), Natalie Carrion (partecipante a Sami Grand Prix 2022), QX Ronny, Panica Tax, Reine, Miss Tobi e Brenda Mandlar.

### Eurovision Spain Pre-Party 2024
Il primo giorno della quinta edizione dell'evento è stato il 29 marzo 2024 presso la Sala La Rivera di Madrid con il Welcome ESPreParty, condotto da María Isabel (vincitrice del Junior Eurovision Song Contest 2004), Melani García (rappresentante della Spagna al Junior Eurovision Song Contest 2019) e Víctor Escudero, dove si sono esibiti i Nebulossa (rappresentanti della Spagna all'Eurovision Song Contest 2024), i Go_A (rappresentanti dell'Ucraina all'Eurovision Song Contest 2020 e 2021), Tamta (rappresentante di Cipro all'Eurovision Song Contest 2019), Kati Wolf (rappresentante dell'Ungheria all'Eurovision Song Contest 2011), Marta Roure (rappresentante di Andorra all'Eurovision Song Contest 2004), Almacor, Angy Fernández, Dellacruz, i Mantra, i Miss Caffeina, Noan, Quique Niza, Roger Padrós, Sofia Coll, St. Pedro e Yoly Saa (partecipanti a Benidorm Fest 2024).
Il giorno successivo, il 30 marzo, si è tenuto l'Eurovision Spain Pre-Party 2024 presso lo stesso stabilimento, condotto da Bojan Cvjetićanin (rappresentante della Slovenia all'Eurovision Song Contest 2023 come parte dei Joker Out) e Víctor Escudero. Vi hanno partecipato:
- Albania
- Armenia
- Austria
- Belgio
- Croazia
- Danimarca
- Finlandia
- Georgia
- Germania
- Irlanda
- Islanda
- Italia
- Lettonia
- Lituania
- Malta
- Moldavia
- Norvegia[N 1]
- Polonia
- Portogallo
- Regno Unito
- Repubblica Ceca
- San Marino
- Serbia
- Slovenia
- Spagna
- Svezia
- Svizzera
- Ucraina

Hanno partecipato inoltre Anna Bergendahl (rappresentante della Svezia all'Eurovision Song Contest 2010), Ramón (rappresentante della Spagna all'Eurovision Song Contest 2004), Margaret Berger (rappresentante della Norvegia all'Eurovision Song Contest 2013), Carlos Higes (rappresentante della Spagna al Junior Eurovision Song Contest 2022) e Sandra Valero (rappresentante della Spagna al Junior Eurovision Song Contest 2023).

### Barcelona Eurovision Party 2024
La terza edizione del Barcelona Eurovision Party si è tenuta dal 4 al 6 aprile 2024 presso la Sant Jordi Club a Barcellona ed è stata presentata da Estela e Rosa López (rappresentante della Spagna all'Eurovision Song Contest 2002). Vi hanno partecipato:
- Albania
- Belgio
- Danimarca
- Estonia
- Francia
- Italia
- Lettonia
- Lituania
- Norvegia
- Polonia
- Repubblica Ceca
- San Marino
- Serbia
- Spagna

Hanno partecipato inoltre gli Herreys (vincitori dell'Eurovision Song Contest 1984), Las Ketchup (rappresentanti della Spagna all'Eurovision Song Contest 2006), Cornelia Jakobs (rappresentante della Svezia all'Eurovision Song Contest 2022), Albina (rappresentante della Croazia all'Eurovision Song Contest 2021), Senhit (rappresentante di San Marino all'Eurovision Song Contest 2011, 2020 e 2021), Sofia Coll, Roger Padrós, Dellacruz e i Mantra (partecipanti a Benidorm Fest 2024), Scorpio, Domènec ed Elena Escorcia (partecipanti a Eufòria 2024).

### London Eurovision Party 2024
La quindicesima edizione del London Eurovision Party si è tenuto presso l'Here at Outernet di Londra il 7 aprile 2024 ed è stato presentato da Lucie Jones (rappresentante del Regno Unito all'Eurovision Song Contest 2017), Paddy O'Connell, Rylan Clark e Scott Mills. Vi hanno partecipato:
- Austria
- Belgio
- Croazia
- Danimarca
- Estonia
- Finlandia
- Francia
- Georgia
- Germania
- Irlanda
- Italia
- Lettonia
- Lituania
- Lussemburgo
- Malta
- Moldavia
- Norvegia
- Polonia
- Regno Unito
- Repubblica Ceca
- San Marino
- Slovenia
- Svezia

Hanno partecipato inoltre le Stand Uniqu3 (rappresentanti del Regno Unito al Junior Eurovision Song Contest 2023), Gustaph (rappresentante del Belgio all'Eurovision Song Contest 2023), Michael Rice (rappresentante del Regno Unito all'Eurovision Song Contest 2019), i Keiino (rappresentanti della Norvegia all'Eurovision Song Contest 2019), Conchita Wurst (vincitrice dell'Eurovision Song Contest 2014), Rosa Linn (rappresentante dell'Armenia all'Eurovision Song Contest 2022) e Jacqline (partecipante a Melodifestivalen 2024).

### Eurovision in Concert 2024
La quattordicesima edizione dell'Eurovision in Concert si è tenuto presso l'AFAS Live di Amsterdam il 13 aprile 2024 ed è stato presentato da Cornald Maas e Charlotte Perrelli (vincitrice dell'Eurovision Song Contest 1999). Vi hanno partecipato:
- Albania
- Austria
- Belgio
- Cipro
- Croazia
- Finlandia
- Francia
- Georgia
- Germania
- Irlanda
- Islanda
- Italia
- Lettonia
- Lituania
- Lussemburgo
- Malta
- Moldavia
- Norvegia
- Paesi Bassi
- Regno Unito
- Repubblica Ceca
- San Marino
- Serbia
- Slovenia
- Spagna
- Svezia
- Svizzera
- Ucraina

Hanno partecipato inoltre Alexander Rybak (vincitore dell'Eurovision Song Contest 2009), i Jedward (rappresentanti dell'Irlanda all'Eurovision Song Contest 2011 e 2012), Efendi (rappresentante dell'Azerbaigian all'Eurovision Song Contest 2020 e 2021) e i Go_A (rappresentanti dell'Ucraina all'Eurovision Song Contest 2020 e 2021).

### Nordic Eurovision Party
La prima edizione del Nordic Eurovision Party si è tenuto il 14 aprile 2024 presso il Berns Berzelii Park di Stoccolma. Vi hanno partecipato:
- Albania
- Austria
- Belgio
- Finlandia
- Islanda
- Lettonia
- Paesi Bassi
- Regno Unito
- Repubblica Ceca
- San Marino
- Slovenia
- Spagna
- Svezia
- Svizzera

Hanno Partecipato inoltre Senhit (rappresentante di San Marino all'Eurovision Song Contest 2011, 2020 e 2021), Selma Björnsdóttir (rappresentante dell'Islanda all'Eurovision Song Contest 1999 e 2005) e Rosa López (rappresentante della Spagna all'Eurovision Song Contest 2002).

### Nordic Music Celebration
La prima edizione del Nordic Music Celebration si è tenuta il 20 aprile 2024 presso il Rockefeller Music Hall di Oslo ed è stata presentata da Marte Stokstad. Vi hanno partecipato:
- Islanda
- Svezia

Hanno partecipato inoltre Alessandra (rappresentante della Norvegia all'Eurovision Song Contest 2023), Alexander Rybak (vincitore dell'Eurovision Song Contest 2009), le Bobbysocks (vincitrici dell'Eurovision Song Contest 1985), Efendi (rappresentante dell'Azerbaigian all'Eurovision Song Contest 2020 2021), Emmelie de Forest (vincitrice dell'Eurovision Song Contest 2013), gli Herreys (vincitori dell'Eurovision Song Contest 1984), JOWST e Aleksander Walmann (rappresentanti della Norvegia all'Eurovision Song Contest 2017), Kate Gulbrandsen (rappresentante della Norvegia all' Eurovision Song Contest 1987), Krista Siegfrids (rappresentante della Finlandia all'Eurovision Song Contest 2013), Lidia Isac (rappresentante della Moldavia all'Eurovision Song Contest 2016), Luke Black (rappresentante della Serbia all'Eurovision Song Contest 2023), i Subwoolfer (rappresentante della Norvegia all'Eurovision Song Contest 2022), i SunStroke Project (rappresentante della Moldavia all'Eurovision Song Contest 2010 e 2017), Farida (partecipante al Melodi Grand Prix 2022 e 2024), Jone e Skrellex (partecipanti al Melodi Grand Prix 2023), Dag Erik Oksvold e Anne Fagermo, Mileo e Erika Norwich (partecipanti al Melodi Grand Prix 2024).

### MalmöHagen – Copenaghen Eurovision Party
La prima edizione del Copenaghen Eurovision Party si è tenuto il 4 maggio 2024 a Copenaghen ed è stato presentato da James Barr e Annie Rection. Vi hanno partecipato:
- Albania
- Australia
- Austria
- Islanda
- Lettonia
- Lituania
- Malta
- Moldavia
- Polonia
- Repubblica Ceca
- San Marino
- Serbia

Hanno partecipato inoltre: Suzy (rappresentante del Portogallo all'Eurovision Song Contest 2014), Tim Schou (rappresentante della Danimarca all'Eurovision Song Contest 2011 come parte dei A Friend in London), Sheldon Riley (rappresentante dell'Australia all'Eurovision Song Contest 2022), Jorge González (partecipante a Benidorm Fest 2024), Melanie Wehbe (partecipante al Melodifestivalen 2023), Paul Rey (partecipante al Melodifestivalen 2020 e 2021), Aaron Sibley (partecipante a Una voce per San Marino 2022 e 2024), Emmelie de Forest (vincitrice dell'Eurovision Song Contest 2013), Mélovin (rappresentante dell'Ucraina all'Eurovision Song Contest 2018), Rosa Linn (rappresentante dell'Armenia all'Eurovision Song Contest 2022), Sander Sanchez (partecipante al Dansk Melodi Grand Prix 2020) e Jone (partecipante al Melodi Grand Prix 2023).

### Eurovision... A Little Bit More
Parallelamente ai pre-eventi ospitati da organizzazioni di terze parti, l'UER ha tenuto un'iniziativa denominata Eurovision... A Little Bit More. Gli artisti partecipanti hanno avuto l'opportunità di cantare da casa i loro brani in gara, cover di altri brani o loro altri brani originali, che sono stati  presentati sul canale YouTube ufficiale dell'evento dall'8 aprile al 6 maggio 2024.
| Data           | Partecipanti                       | Brani                                                                      |
| -------------- | ---------------------------------- | -------------------------------------------------------------------------- |
| 8 aprile 2024  | Besa                               | Titan (dalla Piramide di Tirana)                                           |
| 8 aprile 2024  | Tali                               | Blackbird                                                                  |
| 8 aprile 2024  | Angelina Mango                     | Fila indiana                                                               |
| 9 aprile 2024  | Hera Björk                         | Scared of Heights (dalla Galleria nazionale d'Islanda)                     |
| 9 aprile 2024  | Marina Satti                       | Zari (Unplugged)                                                           |
| 10 aprile 2024 | Luna                               | The Tower (Acustica)                                                       |
| 10 aprile 2024 | Iolanda                            | Grito (Acustica)                                                           |
| 10 aprile 2024 | Silvester Belt                     | Rush                                                                       |
| 11 aprile 2024 | Windows95man feat. Henri Piispanen | No Rules! (Mix spa)                                                        |
| 11 aprile 2024 | Marcus & Martinus                  | Air (Acustica)                                                             |
| 11 aprile 2024 | Sarah Bonnici                      | Hold Me Closer                                                             |
| 12 aprile 2024 | Slimane                            | Mon amour (Remix Meya)                                                     |
| 12 aprile 2024 | Teya Dora                          | Ramonda (Acustica)                                                         |
| 13 aprile 2024 | Silia Kapsis                       | Liar (Versione sul pianoforte)                                             |
| 13 aprile 2024 | Nebulossa                          | Don't You Want Me                                                          |
| 14 aprile 2024 | Iolanda                            | Lugar Certo (Acustica, dal Panteão Nacional)                               |
| 15 aprile 2024 | Dons                               | Hollow (da The Basement)                                                   |
| 15 aprile 2024 | 5miinust & Puuluup                 | Fairytale                                                                  |
| 15 aprile 2024 | Baby Lasagna                       | Don't Hate Yourself, But Don't Love Yourself Too Much (Sessione in studio) |
| 16 aprile 2024 | Raiven                             | Ofelija                                                                    |
| 16 aprile 2024 | Mustii                             | Before the Party's Over (Live e acustica)                                  |
| 17 aprile 2024 | Megara                             | Dancing Queen                                                              |
| 17 aprile 2024 | Fahree feat. İlkin Dövlətov        | Özünlə apar (Versione OKtava)                                              |
| 18 aprile 2024 | Windows95man feat. Henri Piispanen | Freestyler                                                                 |
| 18 aprile 2024 | Angelina Mango                     | La noia (Acustica)                                                         |
| 19 aprile 2024 | Silia Kapsis                       | Feeling Good                                                               |
| 19 aprile 2024 | Baby Lasagna                       | Rim Tim Tagi Dim (Sessione in studio)                                      |
| 20 aprile 2024 | Natalia Barbu                      | How Will I Know                                                            |
| 20 aprile 2024 | Marina Satti                       | Stīs Naousas to kastro                                                     |
| 21 aprile 2024 | Bambie Thug                        | Doomsday Blue (Intima)                                                     |
| 21 aprile 2024 | Saba                               | Sand (Acustica)                                                            |
| 21 aprile 2024 | Hera Björk                         | Je ne sais quoi (Versione Candlelight)                                     |
| 22 aprile 2024 | Megara                             | 11:11 (Remix Brais)                                                        |
| 23 aprile 2024 | Besa                               | Rrjedh në këngë e ligjërime                                                |
| 23 aprile 2024 | Tali                               | Fighter (Acustica)                                                         |
| 24 aprile 2024 | Silvester Belt                     | Luktelk (Versione orchestrale)                                             |
| 24 aprile 2024 | Luna                               | Mon amour                                                                  |
| 25 aprile 2024 | Nebulossa                          | Zorra (Versione un poco di più)                                            |
| 25 aprile 2024 | Slimane                            | Voilà                                                                      |
| 26 aprile 2024 | Marcus & Martinus                  | Unforgettable (Acustica)                                                   |
| 26 aprile 2024 | Gåte                               | Ulveham (Versione studio)                                                  |
| 26 aprile 2024 | Windows95man feat. Henri Piispanen | No Rules! (feat Tapiola Sinfonietta)                                       |
| 27 aprile 2024 | Sarah Bonnici                      | Loop (Live, da Londra)                                                     |
| 27 aprile 2024 | Fahree feat. İlkin Dövlətov        | Bari Bax                                                                   |
| 27 aprile 2024 | Nemo                               | The Code (Acustica)                                                        |
| 28 aprile 2024 | Teya Dora                          | Džanum (Versione sul pianoforte)                                           |
| 28 aprile 2024 | Raiven                             | Veronika (Acustica)                                                        |
| 28 aprile 2024 | Nutsa Buzaladze                    | Firefighter (Acustica)                                                     |
| 29 aprile 2024 | Al'ona Al'ona & Jerry Heil         | Teresa & Maria(Versione live con coro)                                     |
| 29 aprile 2024 | Kaleen                             | We Will Rave (Acustica)                                                    |
| 29 aprile 2024 | Dons                               | Over the Rainbow (Acustica)                                                |
| 29 aprile 2024 | 5miinust & Puuluup                 | (Nendest) narkootikumidest ei tea me (küll) midagi (Acustica)              |
| 30 aprile 2024 | Isaak                              | Can't Wait Until Tonight                                                   |
| 30 aprile 2024 | Natalia Barbu                      | In the Middle (Acustica)                                                   |
| 30 aprile 2024 | Aiko                               | God Is a Woman                                                             |
| 1º maggio 2024 | Electric Fields                    | One Milkali (One Blood) (Acustica)                                         |
| 1º maggio 2024 | Isaak                              | Always on the Run (Versione orchestrale live)                              |
| 1º maggio 2024 | Besa                               | Amelia (dalla Piramide di Tirana)                                          |
| 1º maggio 2024 | Aiko                               | Pedestal (Versione romantica)                                              |
| 6 maggio 2024  | Bambie Thug                        | Zombie                                                                     |

## L'evento

### Semifinali
Digame ha composto le urne nelle quali sono stati divisi gli stati partecipanti, determinate in base allo storico delle votazioni. La loro composizione è stata così definita:
| Urna 1                                                       | Urna 2                                                             | Urna 3                                                                      | Urna 4                                                       | Urna 5                                                                      |
| ------------------------------------------------------------ | ------------------------------------------------------------------ | --------------------------------------------------------------------------- | ------------------------------------------------------------ | --------------------------------------------------------------------------- |
| - Albania - Austria - Svizzera - Croazia - Serbia - Slovenia | - Australia - Danimarca - Estonia - Finlandia - Islanda - Norvegia | - Armenia - Azerbaigian - Georgia - Israele - Lettonia - Lituania - Ucraina | - Cipro - Grecia - Irlanda - Malta - Portogallo - San Marino | - Belgio - Repubblica Ceca - Lussemburgo - Paesi Bassi - Moldavia - Polonia |

Il 30 gennaio 2024, presso il municipio di Malmö, si è svolto il sorteggio (presentato da Farah Abadi e Pernilla Månsson Colt) per determinare in quale metà di quale semifinale si esibiranno gli stati e la semifinale in cui avranno il diritto di voto gli stati già qualificati alla finale. Nel sorteggio è stato inoltre esplicitato che la prima semifinale sarebbe stata composta da 15 stati, mentre la seconda da 16, e che l'ordine di esibizione esatto sarebbe stato stabilito dalla produzione del programma e approvato dal supervisore UER e dal Gruppo di Controllo. In base all'esito del sorteggio, le semifinali sono state quindi così composte:
     Stati partecipanti alla prima semifinale
     Stati con diritto di voto nella prima semifinale
     Stati partecipanti alla seconda semifinale
     Stati con diritto di voto alla seconda semifinale
| 1ª semifinale 7 maggio 2024                           | 1ª semifinale 7 maggio 2024                                                      | 2ª semifinale 9 maggio 2024                                             | 2ª semifinale 9 maggio 2024                                             |
| ----------------------------------------------------- | -------------------------------------------------------------------------------- | ----------------------------------------------------------------------- | ----------------------------------------------------------------------- |
| Ucraina Cipro Polonia Serbia Lituania Croazia Irlanda | Slovenia Islanda Finlandia Portogallo Lussemburgo Australia Azerbaigian Moldavia | Austria Malta Svizzera Grecia Repubblica Ceca Albania Danimarca Armenia | Israele Estonia Georgia Paesi Bassi Norvegia Lettonia San Marino Belgio |
| Con diritto di voto: Germania Regno Unito Svezia      | Con diritto di voto: Germania Regno Unito Svezia                                 | Con diritto di voto: Francia Italia Spagna                              | Con diritto di voto: Francia Italia Spagna                              |
| 1.                                                    |                                                                                  |                                                                         |                                                                         |

Stati partecipanti alla prima semifinale
Stati con diritto di voto nella prima semifinale
Stati partecipanti alla seconda semifinale
Stati con diritto di voto alla seconda semifinale

L'ordine di uscita di entrambe le semifinali è stato reso noto il 26 marzo 2024, mentre quello della finale è stato reso noto il successivo 10 maggio.

#### Prima semifinale
La prima semifinale si è svolta il 7 maggio 2024 alle 21:00 CEST; vi hanno gareggiato 15 paesi e hanno votato anche Germania, Regno Unito, Svezia – i cui artisti si sono esibiti nel corso della serata – e il "Resto del mondo".
La semifinale è stata aperta da Eleni Foureira, Eric Saade e Chanel che hanno cantato i brani con cui hanno partecipato alla manifestazione – Fuego, Popular e SloMo – mentre nell'intervallo si sono esibiti Johnny Logan con una versione rivisitata di Euphoria e Benjamin Ingrosso con un medley di Look Who's Laughing Now, Kite e Honey Boy.
| Nº | Stato       | Artista                            | Canzone                 | Punti | Posizione |
| -- | ----------- | ---------------------------------- | ----------------------- | ----- | --------- |
| 01 | Cipro       | Silia Kapsis                       | Liar                    | 67    | 6         |
| 02 | Serbia      | Teya Dora                          | Ramonda                 | 47    | 10        |
| 03 | Lituania    | Silvester Belt                     | Luktelk                 | 119   | 4         |
| 04 | Irlanda     | Bambie Thug                        | Doomsday Blue           | 124   | 3         |
| —  | Regno Unito | Olly Alexander                     | Dizzy                   | —     | —         |
| 05 | Ucraina     | Al'ona Al'ona & Jerry Heil         | Teresa & Maria          | 173   | 2         |
| 06 | Polonia     | Luna                               | The Tower               | 35    | 12        |
| 07 | Croazia     | Baby Lasagna                       | Rim Tim Tagi Dim        | 177   | 1         |
| 08 | Islanda     | Hera Björk                         | Scared of Heights       | 3     | 15        |
| —  | Germania    | Isaak                              | Always on the Run       | —     | —         |
| 09 | Slovenia    | Raiven                             | Veronika                | 51    | 9         |
| 10 | Finlandia   | Windows95man feat. Henri Piispanen | No Rules!               | 59    | 7         |
| 11 | Moldavia    | Natalia Barbu                      | In the Middle           | 20    | 13        |
| —  | Svezia      | Marcus & Martinus                  | Unforgettable           | —     | —         |
| 12 | Azerbaigian | Fahree feat. İlkin Dövlətov        | Özünlə apar             | 11    | 14        |
| 13 | Australia   | Electric Fields                    | One Milkali (One Blood) | 41    | 11        |
| 14 | Portogallo  | Iolanda                            | Grito                   | 58    | 8         |
| 15 | Lussemburgo | Tali                               | Fighter                 | 117   | 5         |

12 punti (Televoto)
| N. | A          | Da                                                                         |
| -- | ---------- | -------------------------------------------------------------------------- |
| 8  | Croazia    | Australia, Finlandia, Germania, Islanda, Serbia, Slovenia, Svezia, Ucraina |
| 5  | Ucraina    | Cipro, Lituania, Polonia, Portogallo, Resto del mondo                      |
| 2  | Cipro      | Azerbaigian, Moldavia                                                      |
| 2  | Lituania   | Irlanda, Regno Unito                                                       |
| 1  | Portogallo | Lussemburgo                                                                |
| 1  | Serbia     | Croazia                                                                    |

#### Seconda semifinale
La seconda semifinale si è svolta il 9 maggio 2024 alle 21:00 CEST; vi hanno gareggiato 16 paesi e hanno votato anche Francia, Italia, Spagna – i cui artisti si sono esibiti nel corso della serata – e il "Resto del mondo".
La semifinale è stata aperta dalle presentatrici dell'evento Petra Mede e Malin Åkerman che si sono esibite in una rivisitazione in chiave ironica del brano Tattoo di Loreen. Nell'intervallo si sono esibite Helena Paparizou, Charlotte Perrelli e Sertab Erener che hanno cantato i brani con cui hanno partecipato alla manifestazione – My Number One, Take Me to Your Heaven e Everyway That I Can – con il pubblico che ha preso parte con un segmento karaoke, sempre la Perelli, insieme alla presentatrice Petra Mede e al personaggio satirico Lynda Woodruff, si sono esibite con l'inedito We Just Love Eurovision Too Much, e Käärijä con Cha cha cha; in chiusura della serata, inoltre, si sono esibiti gli Herreys, vincitori dell’Eurovision Song Contest 1984 con il brano Diggi-Loo Diggi-Ley.
| Nº | Stato           | Artista            | Canzone                                            | Punti | Posizione |
| -- | --------------- | ------------------ | -------------------------------------------------- | ----- | --------- |
| 01 | Malta           | Sarah Bonnici      | Loop                                               | 13    | 16        |
| 02 | Albania         | Besa               | Titan                                              | 14    | 15        |
| 03 | Grecia          | Marina Satti       | Zari                                               | 86    | 5         |
| 04 | Svizzera        | Nemo               | The Code                                           | 132   | 4         |
| 05 | Repubblica Ceca | Aiko               | Pedestal                                           | 38    | 11        |
| —  | Francia         | Slimane            | Mon amour                                          | —     | —         |
| 06 | Austria         | Kaleen             | We Will Rave                                       | 46    | 9         |
| 07 | Danimarca       | Saba               | Sand                                               | 36    | 12        |
| 08 | Armenia         | Ladaniva           | Jako                                               | 137   | 3         |
| 09 | Lettonia        | Dons               | Hollow                                             | 72    | 7         |
| —  | Spagna          | Nebulossa          | Zorra                                              | —     | —         |
| 10 | San Marino      | Megara             | 11:11                                              | 16    | 14        |
| 11 | Georgia         | Nutsa Buzaladze    | Firefighter                                        | 54    | 8         |
| 12 | Belgio          | Mustii             | Before the Party's Over                            | 18    | 13        |
| 13 | Estonia         | 5miinust & Puuluup | (Nendest) narkootikumidest ei tea me (küll) midagi | 79    | 6         |
| —  | Italia          | Angelina Mango     | La noia                                            | —     | —         |
| 14 | Israele         | Eden Golan         | Hurricane                                          | 194   | 1         |
| 15 | Norvegia        | Gåte               | Ulveham                                            | 43    | 10        |
| 16 | Paesi Bassi     | Joost Klein        | Europapa                                           | 182   | 2         |

12 punti (Televoto)
| N. | A           | Da |
| -- | ----------- | --- |
| 10 | Israele     | Albania, Danimarca, Francia, Italia, Norvegia, Paesi Bassi, Repubblica Ceca, Spagna, Svizzera, Resto del mondo |
| 4  | Paesi Bassi | Austria, Belgio, Grecia, Malta                                                                                 |
| 2  | Armenia     | Georgia, Israele                                                                                               |
| 1  | Svizzera    | San Marino |
| 1  | Grecia      | Armenia |

### Finale
La finale si è svolta l'11 maggio 2024 alle 21:00 CEST. Vi hanno gareggiato 25 paesi di cui:
- i primi 10 classificati durante la prima semifinale;
- i primi 9 classificati durante la seconda semifinale;[N 2]
- i 5 finalisti di diritto, i cosiddetti Big Five, ovvero Francia, Germania, Italia, Regno Unito e Spagna;
- la Svezia, paese ospitante.

In seguito a un sorteggio, è stato stabilito che la Svezia, lo Stato organizzatore, si sarebbe esibita al 1º posto. L'11 maggio, l'UER ha annunciato tramite comunicato di aver squalificato dalla finale il cantante dei Paesi Bassi, Joost Klein, per comportamento non appropriato nei confronti di un membro del team di produzione. Nonostante ciò, tutti i concorrenti hanno mantenuto il loro numero nell'ordine di esibizione ufficiale, affermando inoltre che sia la giuria che il televoto olandese hanno avuto comunque diritto di voto.
La finale è stata aperta da Björn Skifs con una versione rivisitata di Hooked on a Feeling di B. J. Thomas. Nell'intervallo si sono esibiti: gli Alcazar con Crying at the Discoteque, il trio composto da Carola, Charlotte Perelli e Conchita Wurst che si sono esibite in Waterloo degli ABBA – preceduto da un segmento preregistrato in cui l'omonimo gruppo musicale svedese ha raccontato la loro esperienza all'Eurovision Song Contest 1974 in occasione del cinquantesimo anniversario dalla loro vittoria – ed infine, Loreen che si è esibita con un medley di Tattoo e Forever.
| Nº | Stato       | Cantante                           | Canzone                                            | Punti | Posizione |
| -- | ----------- | ---------------------------------- | -------------------------------------------------- | ----- | --------- |
| 01 | Svezia      | Marcus & Martinus                  | Unforgettable                                      | 174   | 9         |
| 02 | Ucraina     | Al'ona Al'ona & Jerry Heil         | Teresa & Maria                                     | 453   | 3         |
| 03 | Germania    | Isaak                              | Always on the Run                                  | 117   | 12        |
| 04 | Lussemburgo | Tali                               | Fighter                                            | 103   | 13        |
| 05 | Paesi Bassi | Joost Klein                        | Europapa                                           | —     | —         |
| 06 | Israele     | Eden Golan                         | Hurricane                                          | 375   | 5         |
| 07 | Lituania    | Silvester Belt                     | Luktelk                                            | 90    | 14        |
| 08 | Spagna      | Nebulossa                          | Zorra                                              | 30    | 22        |
| 09 | Estonia     | 5miinust & Puuluup                 | (Nendest) narkootikumidest ei tea me (küll) midagi | 37    | 20        |
| 10 | Irlanda     | Bambie Thug                        | Doomsday Blue                                      | 278   | 6         |
| 11 | Lettonia    | Dons                               | Hollow                                             | 64    | 16        |
| 12 | Grecia      | Marina Satti                       | Zari                                               | 126   | 11        |
| 13 | Regno Unito | Olly Alexander                     | Dizzy                                              | 46    | 18        |
| 14 | Norvegia    | Gåte                               | Ulveham                                            | 16    | 25        |
| 15 | Italia      | Angelina Mango                     | La noia                                            | 268   | 7         |
| 16 | Serbia      | Teya Dora                          | Ramonda                                            | 54    | 17        |
| 17 | Finlandia   | Windows95man feat. Henri Piispanen | No Rules!                                          | 38    | 19        |
| 18 | Portogallo  | Iolanda                            | Grito                                              | 152   | 10        |
| 19 | Armenia     | Ladaniva                           | Jako                                               | 183   | 8         |
| 20 | Cipro       | Silia Kapsis                       | Liar                                               | 78    | 15        |
| 21 | Svizzera    | Nemo                               | The Code                                           | 591   | 1         |
| 22 | Slovenia    | Raiven                             | Veronika                                           | 27    | 23        |
| 23 | Croazia     | Baby Lasagna                       | Rim Tim Tagi Dim                                   | 547   | 2         |
| 24 | Georgia     | Nutsa Buzaladze                    | Firefighter                                        | 34    | 21        |
| 25 | Francia     | Slimane                            | Mon amour                                          | 445   | 4         |
| 26 | Austria     | Kaleen                             | We Will Rave                                       | 24    | 24        |

| Pos. | Televoto    | Punti | Giuria      | Punti |
| ---- | ----------- | ----- | ----------- | ----- |
| 1    | Croazia     | 337   | Svizzera    | 365   |
| 2    | Israele     | 323   | Francia     | 218   |
| 3    | Ucraina     | 307   | Croazia     | 210   |
| 4    | Francia     | 227   | Italia      | 164   |
| 5    | Svizzera    | 226   | Ucraina     | 146   |
| 6    | Irlanda     | 136   | Irlanda     | 142   |
| 7    | Italia      | 104   | Portogallo  | 139   |
| 8    | Grecia      | 85    | Svezia      | 125   |
| 9    | Armenia     | 82    | Armenia     | 101   |
| 10   | Lituania    | 58    | Germania    | 99    |
| 11   | Svezia      | 49    | Lussemburgo | 83    |
| 12   | Cipro       | 44    | Israele     | 52    |
| 13   | Estonia     | 33    | Regno Unito | 46    |
| 14   | Serbia      | 32    | Grecia      | 41    |
| 15   | Finlandia   | 31    | Lettonia    | 36    |
| 16   | Lettonia    | 28    | Cipro       | 34    |
| 17   | Lussemburgo | 20    | Lituania    | 32    |
| 18   | Georgia     | 19    | Serbia      | 22    |
| 19   | Germania    | 18    | Spagna      | 19    |
| 20   | Portogallo  | 13    | Austria     | 19    |
| 21   | Slovenia    | 12    | Georgia     | 15    |
| 22   | Spagna      | 11    | Slovenia    | 15    |
| 23   | Austria     | 5     | Norvegia    | 12    |
| 24   | Norvegia    | 4     | Finlandia   | 7     |
| 25   | Regno Unito | 0     | Estonia     | 4     |

12 punti (Giuria)
| N. | A           | Da |
| -- | ----------- | --- |
| 22 | Svizzera    | Albania, Austria, Azerbaigian, Danimarca, Estonia, Finlandia, Georgia, Grecia, Irlanda, Italia, Lettonia, Lituania, Lussemburgo, Malta, Norvegia, Paesi Bassi, Polonia, Portogallo, San Marino, Spagna, Svezia, Ucraina |
| 4  | Francia     | Armenia, Belgio, Islanda, Slovenia |
| 3  | Portogallo  | Croazia, Francia, Regno Unito |
| 2  | Croazia     | Cipro, Serbia |
| 2  | Ucraina     | Moldavia, Repubblica Ceca |
| 1  | Grecia      | Svizzera |
| 1  | Irlanda     | Australia |
| 1  | Lussemburgo | Israele |
| 1  | Svezia      | Germania |

12 punti (Televoto)
| N. | A           | Da |
| -- | ----------- | --- |
| 15 | Israele     | Australia, Belgio, Finlandia, Francia, Germania, Italia, Lussemburgo, Paesi Bassi, Portogallo, Regno Unito, San Marino, Spagna, Svezia, Svizzera, Resto del mondo |
| 9  | Croazia     | Albania, Austria, Azerbaigian, Danimarca, Irlanda, Islanda, Norvegia, Serbia, Slovenia                                                                            |
| 7  | Ucraina     | Estonia, Georgia, Lituania, Malta, Moldavia, Polonia, Repubblica Ceca                                                                                             |
| 1  | Cipro       | Grecia |
| 1  | Estonia     | Lettonia |
| 1  | Francia     | Armenia |
| 1  | Grecia      | Cipro |
| 1  | Lussemburgo | Israele |
| 1  | Serbia      | Croazia |
| 1  | Svizzera    | Ucraina |

## Premi "Marcel Bezençon"
I vincitori dei premi sono stati:
- Premio della stampa:  Croazia
- Premio artistico:  Svizzera
- Premio alla miglior composizione:  Svizzera

## OGAE 2024
I membri dell'OGAE, organizzazione internazionale che consiste in una rete di gruppi fan della competizione, di paesi europei e no, come ogni anno hanno avuto l'opportunità di votare durante il mese di aprile per la loro canzone preferita prima della gara e i risultati sono stati pubblicati sul sito web dell'organizzazione.
La tabella raffigura il voto di 41 gruppi OGAE.
| Posizione | Paese    | Cantante       | Canzone                 | Punti |
| --------- | -------- | -------------- | ----------------------- | ----- |
| 1         | Croazia  | Baby Lasagna   | Rim Tim Tagi Dim        | 356   |
| 2         | Italia   | Angelina Mango | La noia                 | 338   |
| 3         | Svizzera | Nemo           | The Code                | 290   |
| 4         | Belgio   | Mustii         | Before the Party's Over | 223   |
| 5         | Francia  | Slimane        | Mon amour               | 188   |

## Giurie
Il 12 maggio 2024 l'UER ha reso nota la lista dei membri delle giurie nazionali, che hanno stilato parte della classifica durante la finale dell'evento.
- Albania: Rael Hoxha, Julian Bulku, Erina Seitllari, Olimpia Smajlaj, Zana Prela
- Armenia: Aramayis Hayrapetyan, Robert Koloyan, Nare Manukyan, Lilit Arakelyan, Naira Gyurjinyan
- Australia: Alfie James Arcuri, Mason Lachlan Watts, Jane Barbara Albert, Meagan Versary Loader, Mia Elizabeth Rodriguez
- Austria: Philipp Emberger, Simone Lewarth, Anna-Sophie Heibl, Annemarie Reisinger-Treiber, Pia Maria Außerlechner
- Azerbaigian: Emil Quliyev, Vaqif Gərayzadə, Aynişan Quliyeva, Könül Arif Şükürova, Nigar "Nikki" Camal
- Belgio: Antoine Decocq, Aurel Zola Kiese, Olivier Biron, Alice Van Eesbeeck, Fanny Gillard
- Cipro: Arīs Kyprianou, Panagiōtī Geōrgiou, Korina Avraamidou, Kōnstantina Neofytou, Maria Porfyriou
- Croazia: Dino Jelusić, Mihovil Šoštarić, Srđan Skansi Sekulović, Ivana Vrdoljak, Gina Victoria Damjanović
- Danimarca: Jesper Groth, Las Thomsen, Søren Torpegaard Lund, Ihan Haydar, Vicky Leander
- Estonia: Olavi Pihlamägi, Rolf Roosalu, Sten Teppan, Alice Aleksandridi, Kaire Vilgats
- Finlandia: Marcus Sjöström, Mikko Niemelä, Pekka Ruuska, Kaisa Rönkkö, Sanni Kurkisuo
- Francia: Pierre Suppa, Sébastien Surel D'Assigny, Elise Mollet, Fanny Llado, Valérie Dissaux
- Georgia: Arhil Nizharadze, Merab Nutsubidze, Merab Sanodze, Nino Badurashvili, Tinatin Jamburia
- Germania: Florian Schrödter, Mirko Alexander Bogojević, Ireen Sheer, Mona Meiller, Nicola Keute
- Grecia: Anastasios Rōsopoulos, Panagiōtīs Binirīs, Geōrgia Fōtou, Stamatina Kōstianī, Vasilikī Karatzoglou
- Irlanda: Bill Hughes, Brian Sheil, Kim Hayden, Lisa Lambe, Tracy Clifford
- Islanda: Ívar Guðmundsson, Marino Geir Lilliendahl, Þórður Helgi Þórðarson, Diljá Pétursdóttir, Þórunn Erna Clausen
- Israele: Yaron Ashbel, Yakov Hezi Marimi, May Sfadia, Slomit Dersso, Maya Opal Drukman
- Italia: Marcello Sacchetta, Maurizio Filardo, Barbara Mosconi, Marianna Mammone, Elena Maria Di Cioccio
- Lettonia: Ingars Viļums, Kārlis Kazāks, Ance Krauze, Elizabete Gaile, Krista Luīze Priedīte
- Lituania: Jievaras Jasinskis, Kristupas Naraškevičius, Povilas Meškėla, Agneta Gabalytė, Monika Marija Paulauskaitė
- Lussemburgo:  Patrick Greis, Alfred Nicolas Medernach, Germain Leon Martin, Irem Sosay, Vanessa Cum
- Malta: Cipryan Cassar, Matthew Mercieca, Paul Anthony Abela, Gail Attard, Haley Azzopardi
- Moldavia: Paul Gamurari, Roman Burlaca, Lidia Isac, Livia Stirbu, Violeta Botezatu
- Norvegia: Daniel Johansen Elmrhari, Lars Horn Lavik, Annprincess Johnson Koffa, Gunnilla Sussmann, Lisa Stokke
- Paesi Bassi: Raymond van Vliet, Rob Ester, Glen Walter Faria, Sera de Bruin, Shayveca Kreuger
- Polonia: Filip Sojka, Marek Sierocki, Łukasz Pieter, Monika Wydrzynska, Natalia Zastępa
- Portogallo: Edmundo Inácio, Joaquim Albergaria, Inês Henriques, Silva Rodrigues Rafaela e Ribas dos Santos, Patrícia Silveira
- Repubblica Ceca: Marek Slabý, Jaroslav Špulák, Ondřej Bambas, Kristyna Koreis, Bára Juránková
- Regno Unito: Adam Murray, Kojo Samuel, Chandrika Darbari, Louise Redknapp, Maia Beth
- San Marino: Augusto Ciavatta, Michele Giardi, Nicola Giaquinto, Camilla Ortolani, Viola Conti
- Serbia: Alek Aleksov, Luka Ivanović, Milovan Bošković, Lena Kovačević, Zejna Murkić
- Slovenia: Filip Vidušin, Martin Štibernik, Matevž Česen, Lea Sirk, Maja Keuc
- Spagna: Pedro Hernández Herrera, Juan Manuel Pinzás Sueiro, Irene Garrido Pascual, Rosa María Comin, Gema del Valle de la Cruz
- Svezia: Robin Bengtsson, Boris René Lumbana, Per Oscars Henrik Olsson, Elin Trogen, Annie Beata Ellen Berg
- Svizzera: Raphael Haldemann, Tobias Stuber, Kety Fusco, Laurence Desarzens, Jamila Olivia Awad
- Ucraina: Kostjantyn Tomil'čenko, Maksym Nahornjak, Iryna Horova, Olena Koljadenko, Olena Topolja

## Stati non partecipanti
- Andorra: il 12 maggio 2023 Susanne Georgi, rappresentante dello Stato nel 2009, aveva dichiarato di aver trovato fondi utili a permettere la partecipazione del paese nel 2024.[122] Ciononostante, nell'agosto 2023 Dani Ortolà, responsabile dei contenuti di RTVA, ha confermato che il paese non sarebbe tornato a partecipare in quest'edizione.[123][124]
- Bielorussia: in seguito alla sospensione dell'emittente bielorussa BTRC dall'UER, avvenuta il 1º luglio 2021, la nazione non dispone dei diritti di partecipazione e trasmissione del concorso fino al 2024.[125]
- Bosnia ed Erzegovina: il 7 giugno 2023 Lejla Babović, responsabile del dipartimento affari internazionali di BHRT, ha escluso un possibile ritorno dell'emittente al concorso canoro nel 2024, a causa delle sanzioni pendenti da parte dell'UER per mancato pagamento dei debiti.[126] Il successivo 2 agosto l'emittente ha confermato che il paese non sarebbe tornato a partecipare in quest'edizione.[127]
- Bulgaria: il 12 maggio 2023 BNT ha dapprima confermato che il paese non sarebbe tornato a partecipare in quest'edizione, estendendo tale intenzione a tutti gli eventi legati all'Eurovisione.[128] Due giorni dopo ha però specificato che era troppo presto per saperlo con certezza, lasciando aperta la possibilità di una sua partecipazione,[129] ma il 5 dicembre 2023 l'UER ha confermato la non partecipazione del paese.
- Fær Øer: in seguito alla partecipazione del primo artista faroese alla manifestazione canora nell'edizione 2023, l'emittente KVF, in collaborazione con il ministro della Cultura e degli Affari Sociali Sirið Stenberg, ha annunciato di aver riavviato le trattative con l'UER per essere accettata come membro dell'organizzazione a pieno titolo, in modo da poter partecipare in maniera indipendente dal Regno di Danimarca.[130] Il 16 maggio 2023 KVF ha annunciato che avrebbe fatto domanda formale entro l'estate seguente, con l'obiettivo iniziale di diventare un membro associato.[131] Il 5 dicembre 2023 l'UER comunque ha annunciato la non partecipazione del paese.
- Kosovo: il 16 ottobre 2023 Adi Krasta, direttore artistico della prima edizione del Festivali i Këngës në RTK, ha confermato che l'emittente kosovara RTK non avrebbe preso parte all'evento, pur rimarcando l'obiettivo di fare domanda per l'adesione all'UER.[132]
- Liechtenstein: il 10 agosto 2023 1FLTV ha confermato che il paese non avrebbe esordito in quest'edizione.[133]
- Macedonia del Nord: il 15 settembre 2023 l'emittente MRT ha annunciato i piani del bilancio per il 2024, includendo dei fondi destinati alla partecipazione al concorso,[134] tuttavia il successivo 5 dicembre l'UER ha annunciato la non partecipazione del paese.
- Principato di Monaco: il 1º settembre 2023 con il lancio del nuovo canale televisivo TV Monaco,[135] membro dell'UER in quanto parte della società MMD, è stato confermato che il principato sarebbe potuto tornare a competere alla manifestazione canora per la prima volta dall'edizione 2006.[136] Tuttavia, il successivo 15 settembre, MMD ha confermato che il paese non avrebbe preso parte all'evento.[137]

- Romania: l'8 settembre 2023 il quotidiano Libertatea ha dichiarato che l'emittente TVR stesse valutando un ritiro dall'evento nel 2024.[138] Il successivo 12 settembre è stato riportato che l'emittente avrebbe sottoposto al Ministero delle finanze pubbliche il nuovo piano finanziario per l'anno 2024, e che la partecipazione al concorso dipendesse dalla sua approvazione.[139] Il 5 dicembre 2023, nell'annunciare la lista dei paesi partecipanti – in cui la Romania non era stata inserita – l'UER ha dichiarato che le trattative con la TV di Stato rumena riguardanti la partecipazione erano ancora in corso,[29] ma il 25 gennaio 2024, in seguito a una votazione del consiglio amministrativo dell'emittente, è stato confermato che la Romania non avrebbe preso parte all'evento.[140]
- Russia: in seguito all'espulsione a tempo indeterminato di tutte le emittenti russe dall'UER, avvenuta il 26 maggio 2022, la nazione non dispone dei diritti di partecipazione e trasmissione del concorso.[141]
- Slovacchia: il 4 giugno 2023 Slavomíra Kubičková, responsabile del dipartimento relazioni internazionali di RTVS, ha confermato che il paese non sarebbe tornato a partecipare alle prossime edizioni per ragioni finanziarie.[142] Il successivo 8 agosto la responsabile comunicazioni di marketing di RTVS Zuzana Vicelová ha dichiarato di valutare, con l'appoggio del direttore generale dell'emittente Ľuboš Machaj, una possibile partecipazione nell'edizione 2025.[143]

## Trasmissione dell'evento e commentatori

### Televisione e radio
| Paese              | Trasmissione                | Emittente          | Stazione                                      | Commentatori                                                                  | Note                            |
| ------------------ | --------------------------- | ------------------ | --------------------------------------------- | ----------------------------------------------------------------------------- | ------------------------------- |
| Albania            | Completa                    | RTSH               | RTSH 1 RTSH Muzikë Radio Tirana               | Andri Xhahu                                                                   | [ 144 ] [ 145 ]                 |
| Armenia            | Completa                    | ARMTV              | Armenia 1                                     | Hrachuhi Utmazyan Sevak Hakobyan                                              | [ 146 ]                         |
| Australia          | Completa                    | SBS                | SBS Television SBS On Demand                  | Myf Warhurst Joel Creasey                                                     | [ 147 ]                         |
| Austria            | Completa                    | ORF                | ORF 1                                         | Andi Knoll                                                                    | [ 148 ] [ 149 ] [ 150 ]         |
| Austria            | Finale                      | ORF                | FM4                                           | Jan Böhmermann Olli Schulz                                                    | [ 148 ] [ 149 ] [ 150 ]         |
| Azerbaigian        | Completa                    | İTV                | İctimai Televiziya                            | Nurlana Cəfərova                                                              | [ 151 ]                         |
| Belgio             | Prima semifinale            | RTBF               | Tipik                                         | Maureen Louys Jean-Louis Lahaye                                               | [ 152 ] [ 153 ] [ 154 ] [ 155 ] |
| Belgio             | Seconda semifinale e finale | RTBF               | La Une                                        | Maureen Louys Jean-Louis Lahaye                                               | [ 152 ] [ 153 ] [ 154 ] [ 155 ] |
| Belgio             | Finale                      | RTBF               | VivaCité                                      | Maureen Louys Jean-Louis Lahaye                                               | [ 152 ] [ 153 ] [ 154 ] [ 155 ] |
| Belgio             | Completa                    | VRT                | VRT 1                                         | Peter Van de Veire                                                            | [ 152 ] [ 153 ] [ 154 ] [ 155 ] |
| Belgio             | Finale                      | VRT                | Radio 2                                       | Peter Van de Veire                                                            | [ 152 ] [ 153 ] [ 154 ] [ 155 ] |
| Cipro              | Completa                    | CyBC               | RIK 1 RIK Sat                                 | Melina Karageōrgiou Hovig Demirjian                                           | [ 156 ] [ 157 ]                 |
| Cipro              | Completa                    | CyBC               | CyBC Trito                                    | Sconosciuto                                                                   | [ 156 ] [ 157 ]                 |
| Croazia            | Completa                    | HRT                | HRT 1                                         | Duško Ćurlić                                                                  | [ 158 ] [ 159 ]                 |
| Croazia            | Completa                    | HRT                | HR 2                                          | Zlatko Turkalj                                                                | [ 158 ] [ 159 ]                 |
| Danimarca          | Completa                    | DR                 | DR1                                           | Ole Tøpholm                                                                   | [ 160 ] [ 161 ]                 |
| Estonia            | Completa                    | ERR                | ETV                                           | Marko Reikop                                                                  | [ 162 ]                         |
| Estonia            | Completa                    | ERR                | ETV+                                          | Aleksandr Hobotov Julia Kalenda                                               | [ 162 ]                         |
| Estonia            | Completa                    | ERR                | ETV2                                          | Interpreti vari                                                               | [ 162 ]                         |
| Finlandia          | Completa                    | Yle                | Yle TV1                                       | Mikko Silvennoinen                                                            | [ 163 ] [ 164 ] [ 165 ]         |
| Finlandia          | Completa                    | Yle                | Yle Radio Suomi                               | Toni Laaksonen Sanna Pirkkalainen                                             | [ 163 ] [ 164 ] [ 165 ]         |
| Finlandia          | Completa                    | Yle                | Yle X3M TV Finland                            | Eva Frantz Johan Lindroos                                                     | [ 163 ] [ 164 ] [ 165 ]         |
| Francia            | Semifinali                  | France Télévisions | France 4                                      | Nicky Doll                                                                    | [ 166 ]                         |
| Francia            | Finale                      | France Télévisions | France 2                                      | Stéphane Bern Laurence Boccolini                                              | [ 166 ]                         |
| Georgia            | Completa                    | GPB                | 1TV                                           | Nika Lobiladze                                                                | [ 167 ] [ 168 ]                 |
| Germania           | Semifinali                  | ARD/NDR            | One                                           | Thorsten Schorn                                                               | [ 169 ] [ 170 ] [ 171 ] [ 172 ] |
| Germania           | Finale                      | ARD/NDR            | Das Erste                                     | Thorsten Schorn                                                               | [ 169 ] [ 170 ] [ 171 ] [ 172 ] |
| Germania           | Finale                      | ARD/RBB            | Radio Eins                                    | Amelie Ernst Max Spallek                                                      | [ 169 ] [ 170 ] [ 171 ] [ 172 ] |
| Grecia             | Completa                    | ERT                | ERT1                                          | Thanasīs Alevras Jérôme Kaluta                                                | [ 173 ] [ 174 ] [ 175 ]         |
| Grecia             | Completa                    | ERT                | Deftero Programma                             | Dīmītrīs Meidanīs                                                             | [ 173 ] [ 174 ] [ 175 ]         |
| Irlanda            | Prima semifinale e finale   | RTÉ                | RTÉ One                                       | Marty Whelan                                                                  | [ 176 ]                         |
| Irlanda            | Seconda semifinale          | RTÉ                | RTÉ 2                                         | Marty Whelan                                                                  | [ 176 ]                         |
| Irlanda            | Prima semifinale e finale   | RTÉ                | RTÉ 2fm                                       | Zbyszek Zalinski Neil Doherty                                                 | [ 176 ]                         |
| Islanda            | Completa                    | RÚV                | RÚV 1                                         | Guðrún Dís Emilsdóttir                                                        | [ 177 ] [ 178 ]                 |
| Islanda            | Prima semifinale e finale   | RÚV                | Rás 2                                         | Guðrún Dís Emilsdóttir                                                        | [ 177 ] [ 178 ]                 |
| Islanda            | Completa                    | RÚV                | RÚV 2                                         | Interpreti vari                                                               | [ 177 ] [ 178 ]                 |
| Israele            | Completa                    | IPBC               | Kan 11                                        | Asaf Liberman Akiva Novick Yoav Tzafir                                        | [ 179 ] [ 180 ]                 |
| Israele            | Finale                      | IPBC               | Kan 88 Kan Tarbut Kan Bet                     | Sconosciuto                                                                   | [ 179 ] [ 180 ]                 |
| Italia             | Semifinali                  | Rai                | Rai 2                                         | Gabriele Corsi Mara Maionchi                                                  | [ 181 ] [ 182 ] [ 183 ]         |
| Italia             | Finale                      | Rai                | Rai 1                                         | Gabriele Corsi Mara Maionchi                                                  | [ 181 ] [ 182 ] [ 183 ]         |
| Italia             | Completa                    | Rai                | Rai Radio 2                                   | Diletta Parlangeli Matteo Osso                                                | [ 181 ] [ 182 ] [ 183 ]         |
| Kosovo             | Completa                    | RTK                | RTK 1 Radio Kosovo 2                          | Agron Krasniq Egzona Rafuna                                                   | [ 184 ]                         |
| Lettonia           | Completa                    | LTV                | LTV1                                          | Toms Grēviņš Lauris Reiniks                                                   | [ 185 ] [ 186 ]                 |
| Lituania           | Completa                    | LRT                | LRT Televizija LRT Radijas                    | Ramūnas Zilnys                                                                | [ 187 ]                         |
| Lussemburgo        | Completa                    | RTL                | RTL Lëtzebuerg RTL Radio                      | Raoul Roos Roger Saurfeld                                                     | [ 188 ] [ 189 ] [ 190 ] [ 191 ] |
| Lussemburgo        | Completa                    | RTL                | RTL Today                                     | Sarah Tapp Meredith Moss                                                      | [ 188 ] [ 189 ] [ 190 ] [ 191 ] |
| Lussemburgo        | Prima semifinale e finale   | RTL                | RTL Infos                                     | Jerôme Didelot                                                                | [ 188 ] [ 189 ] [ 190 ] [ 191 ] |
| Macedonia del Nord | Completa                    | MRT                | MRT 1 Radio Skopje                            | Aleksandra Jovanovska                                                         | [ 192 ] [ 193 ]                 |
| Malta              | Completa                    | PBS                | TVM                                           | Nessuno                                                                       | [ 194 ]                         |
| Moldavia           | Completa                    | TRM                | Moldova 1 Radio Moldova Radio Moldova Muzical | Angela Rudenco                                                                | [ 195 ]                         |
| Montenegro         | Completa                    | RTCG               | TV CG 1                                       | Dražen Bauković                                                               | [ 196 ] [ 197 ]                 |
| Montenegro         | Completa                    | RTCG               | Radio 98                                      | Sconosciuto                                                                   | [ 196 ] [ 197 ]                 |
| Norvegia           | Completa                    | NRK                | NRK1                                          | Marte Stokstad                                                                | [ 198 ] [ 199 ]                 |
| Norvegia           | Finale                      | NRK                | NRK P1                                        | Jon Marius Hyttebakk                                                          | [ 198 ] [ 199 ]                 |
| Paesi Bassi        | Completa                    | NPO                | NPO 1 BVN                                     | Jacqueline Govaert Cornald Maas                                               | [ 200 ] [ 201 ] [ 202 ]         |
| Paesi Bassi        | Finale                      | NPO                | NPO Radio 2                                   | Carolien Borgers                                                              | [ 200 ] [ 201 ] [ 202 ]         |
| Polonia            | Completa                    | TVP                | TVP1 TVP Polonia                              | Artur Orzech                                                                  | [ 203 ] [ 204 ]                 |
| Portogallo         | Completa                    | RTP                | RTP1 RTP Internacional                        | José Carlos Malato Nuno Galopim                                               | [ 205 ]                         |
| Portogallo         | Prima semifinale e finale   | RTP                | RTP África                                    | José Carlos Malato Nuno Galopim                                               | [ 205 ]                         |
| Regno Unito        | Semifinali                  | BBC                | BBC One                                       | Scott Mills Rylan Clark                                                       | [ 206 ] [ 207 ] [ 208 ]         |
| Regno Unito        | Finale                      | BBC                | BBC One                                       | Graham Norton                                                                 | [ 206 ] [ 207 ] [ 208 ]         |
| Regno Unito        | Semifinali                  | BBC                | BBC Radio 2                                   | Richie Anderson                                                               | [ 206 ] [ 207 ] [ 208 ]         |
| Regno Unito        | Finale                      | BBC                | BBC Radio 2                                   | Scott Mills Rylan Clark                                                       | [ 206 ] [ 207 ] [ 208 ]         |
| Regno Unito        | Completa                    | BBC                | BBC Red Button                                | Interpreti vari                                                               | [ 206 ] [ 207 ] [ 208 ]         |
| Repubblica Ceca    | Completa                    | ČT                 | ČT2                                           | Vašek Matějovský Dominika Hašková Patricie Fuxová                             | [ 209 ] [ 210 ]                 |
| San Marino         | Completa                    | SMRTV              | San Marino RTV                                | Lia Fiorio Gigi Restivo                                                       | [ 211 ] [ 212 ]                 |
| Serbia             | Completa                    | RTS                | RTS1 RTS Svet                                 | Duška Vučinić-Lučić                                                           | [ 213 ] [ 214 ] [ 215 ]         |
| Serbia             | Prima semifinale e finale   | RTS                | Radio Beograd 1                               | Katarina Epstein Nikoleta Dojčinović                                          | [ 213 ] [ 214 ] [ 215 ]         |
| Slovacchia         | Finale                      | RTVS               | Rádio FM                                      | Daniel Baláž Lucia Haverlík Pavol Hubinák Juraj Malíček                       | [ 216 ]                         |
| Slovenia           | Seconda semifinale          | RTV SLO            | TV SLO 2                                      | Mojca Mavec                                                                   | [ 217 ] [ 218 ]                 |
| Slovenia           | Prima semifinale e finale   | RTV SLO            | TV SLO 1                                      | Mojca Mavec                                                                   | [ 217 ] [ 218 ]                 |
| Slovenia           | Prima semifinale e finale   | RTV SLO            | Radio Val 202                                 | Maj Valerij                                                                   | [ 217 ] [ 218 ]                 |
| Spagna             | Prima semifinale            | RTVE               | La 2                                          | Julia Varela Tony Aguilar                                                     | [ 219 ] [ 220 ] [ 221 ] [ 222 ] |
| Spagna             | Seconda semifinale e finale | RTVE               | La 1                                          | Julia Varela Tony Aguilar                                                     | [ 219 ] [ 220 ] [ 221 ] [ 222 ] |
| Spagna             | Completa                    | RTVE               | TVE Internacional                             | Julia Varela Tony Aguilar                                                     | [ 219 ] [ 220 ] [ 221 ] [ 222 ] |
| Spagna             | Finale                      | RTVE               | Ràdio 4                                       | Sònia Urbano Xavi Martínez                                                    | [ 219 ] [ 220 ] [ 221 ] [ 222 ] |
| Spagna             | Finale                      | RTVE               | Radio Nacional                                | David Asensio Sara Calvo Ángela Fernández Manu Martín-Albo Luis Miguel Montes | [ 219 ] [ 220 ] [ 221 ] [ 222 ] |
| Stati Uniti        | Finale                      | WJFD 97.3 FM       | WJFD 97.3 FM                                  | Ewan Spence Samantha Ross                                                     | [ 223 ]                         |
| Svezia             | Completa                    | SVT                | SVT1                                          | Edward af Sillén Tina Mehrafzoon                                              | [ 224 ]                         |
| Svezia             | Completa                    | SR                 | SR P4                                         | Carolina Norén                                                                | [ 224 ]                         |
| Svizzera           | Semifinali                  | SRF                | SRF zwei                                      | Sven Epiney                                                                   | [ 225 ] [ 226 ] [ 227 ]         |
| Svizzera           | Finale                      | SRF                | SRF 1                                         | Sven Epiney                                                                   | [ 225 ] [ 226 ] [ 227 ]         |
| Svizzera           | Semifinali                  | RTS                | RTS Deux                                      | Jean-Marc Richard Nicolas Tanner Julie Berthollet                             | [ 225 ] [ 226 ] [ 227 ]         |
| Svizzera           | Finale                      | RTS                | RTS Un                                        | Jean-Marc Richard Nicolas Tanner Julie Berthollet                             | [ 225 ] [ 226 ] [ 227 ]         |
| Svizzera           | Semifinali                  | RSI                | RSI LA2                                       | Ellis Cavallini Gian-Andrea Costa                                             | [ 225 ] [ 226 ] [ 227 ]         |
| Svizzera           | Finale                      | RSI                | RSI LA1                                       | Ellis Cavallini Gian-Andrea Costa                                             | [ 225 ] [ 226 ] [ 227 ]         |
| Ucraina            | Completa                    | Suspil'ne          | Suspil'ne Kultura                             | Timur Mirošnyčenko                                                            | [ 228 ] [ 229 ] [ 230 ] [ 231 ] |
| Ucraina            | Completa                    | Suspil'ne          | Radio Promin'                                 | Dmytro Zacharčenko Lesja Antypenko                                            | [ 228 ] [ 229 ] [ 230 ] [ 231 ] |

### Streaming
| Paese       | Emittente          | Piattaforma                 |
| ----------- | ------------------ | --------------------------- |
| Belgio      | RTBF               | Auvio                       |
| Belgio      | VRT                | VRT MAX                     |
| Brasile     | Zapping            | Zapping Music Live          |
| Cile        | Zapping            | Zapping Channel             |
| Danimarca   | DR                 | DR TV                       |
| Finlandia   | Yle                | Yle Areena                  |
| Francia     | France Télévisions | Culturebox France.tv        |
| Germania    | ARD/NDR            | Eurovision.de ARD Mediathek |
| Israele     | IPBC               | KAN                         |
| Italia      | Rai                | RaiPlay                     |
| Lussemburgo | RTL                | RTL Play RTL.lu             |
| Perù        | Zapping            | Zapping Channel             |
| Regno Unito | BBC                | BBC iPlayer BBC Sounds      |
| Stati Uniti | NBC                | Peacock                     |
| Svezia      | SVT                | SVT Play                    |
| Mondo       | TikTok YouTube     | TikTok YouTube              |

## Portavoce
L'ordine di presentazione ufficiale è stato stabilito l'11 maggio 2024, il giorno della finale:
1. Ucraina: Jamala (Vincitrice dell'Eurovision Song Contest 2016)
2. Regno Unito: Joanna Lumley
3. Lussemburgo: Désirée Nosbusch (Presentatrice dell'Eurovision Song Contest 1984)
4. Azerbaigian: Aysel Teymurzadə (Rappresentante dello Stato all'Eurovision Song Contest 2009)
5. San Marino: Kida
6. Malta: Matt Blxck
7. Croazia: Ivan Dorian Molnar (Portavoce dello Stato anche nelle edizioni 2021 e 2022)
8. Albania: Andri Xhahu (Portavoce dello Stato dall'edizione 2012)
9. Repubblica Ceca: Radka Rosická
10. Israele: Maya Alkulumbre
11. Australia: Danny Estrin (Rappresentante dello Stato all'Eurovision Song Contest 2023 come parte dei Voyager)
12. Danimarca: Stéphanie Marie Surrugue
13. Spagna: Soraya Arnelas (Rappresentante dello Stato all'Eurovision Song Contest 2009)
14. Norvegia: Ingvild Helljesen
15. Germania: Ina Müller
16. Armenia: Brunette (Rappresentante dello Stato all'Eurovision Song Contest 2023)
17. Slovenia: Lorella Flego (Portavoce dello Stato anche nelle edizioni 2012, 2021 e 2022)
18. Georgia: Sopho Khalvashi (Rappresentante dello Stato all'Eurovision Song Contest 2007)
19. Svizzera: Jennifer Bosshard
20. Moldavia: Doina Stimpovschii
21. Grecia: Helena Paparizou (Vincitrice dell'Eurovision Song Contest 2005 e rappresentante dello Stato all'Eurovision Song Contest 2001 come parte degli Antique)
22. Estonia: Birgit Sarrap (Rappresentante dello Stato all'Eurovision Song Contest 2013)
23. Paesi Bassi: Martin Österdahl[P 1]
24. Austria: Philipp Hansa (Portavoce dello Stato dall'edizione 2019)
25. Francia: Natasha St-Pier (Rappresentante dello Stato all'Eurovision Song Contest 2001)
26. Italia: Mario Acampa
27. Finlandia: Toni Laaksonen
28. Portogallo: Mimicat (Rappresentante dello Stato all'Eurovision Song Contest 2023)
29. Belgio: Livia Dushkoff
30. Islanda: Friðrik Ómar Hjörleifsson (Rappresentante dello Stato all'Eurovision Song Contest 2008 come parte degli Euroband)
31. Lettonia: Andrejs Reinis Zitmanis (Rappresentante dello Stato all'Eurovision Song Contest 2023 come parte dei Sudden Lights)
32. Irlanda: Paul Harrington (Vincitore dell'Eurovision Song Contest 1994 con Charlie McGettigan)
33. Polonia: Viki Gabor (Vincitrice del Junior Eurovision Song Contest 2019)
34. Cipro: Loukas Chamatsos (Portavoce dello Stato dall'edizione 2021)
35. Lituania: Monika Linkytė (Rappresentante dello Stato all'Eurovision Song Contest 2015 e 2023)
36. Serbia: Konstrakta (Rappresentante dello Stato all'Eurovision Song Contest 2022)
37. Svezia: Frans Jeppsson Wall (Rappresentante dello Stato all'Eurovision Song Contest 2016)

Note
1. ↑  Originariamente Nikkie de Jager era stata annunciata come portavoce per i Paesi Bassi; tuttavia, a seguito della squalifica della nazione dall'esibirsi durante la serata finale, la delegazione olandese ha rifiutato di prendere parte alla votazione. Il ruolo da portavoce è stato successivamente affidato a Martin Österdahl, supervisore esecutivo della manifestazione.

## Controversie
- Cipro: l'11 luglio 2023 l'emittente CyBC ha annunciato che il vincitore dell'imminente edizione del talent show Fame Story, programma prodotto dall'emittente privata greca Star Channel, avrebbe avuto la possibilità di rappresentare l'isola alla manifestazione canora nell'edizione 2024.[233] Tuttavia, il successivo 29 luglio, l'emittente greca ERT ha presentato un reclamo all'UER, sostenendo che la selezione di un cantante attraverso l'utilizzo di un programma televisivo greco prodotto da un'emittente non affiliata alla televisione cipriota, nonché trasmesso in Grecia da suddetta emittente, costituirebbe una violazione delle regole del concorso,[234] minacciando di interrompere l'affiliazione con l'ente paneuropeo se non fossero stati presi provvedimenti.[235][236] Il 6 agosto, su richiesta di ERT, l'UER ha apportato modifiche al regolamento dell'Eurovision Song Contest specificando che «ogni selezione nazionale di un rappresentante per la manifestazione canora deve essere intrapresa e organizzata sotto il controllo esclusivo di ciascuna emittente partecipante» e che «l'organizzazione e la produzione non possono essere subappaltate ad altre emittenti, senza un'approvazione da parte dell'UER».[237] Alla richiesta di chiarire le proprie intenzioni alla luce delle nuove regole, l'emittente CyBC avrebbe comunicato all'UER come possibile soluzione, che la selezione dell'artista sarebbe avvenuta tramite selezione interna tra gli artisti emergenti dell'industria musicale nazionale, inclusi i partecipanti di Fame Story, mentre per la scelta del brano sarebbe stata in programma una selezione nazionale a Nicosia, in cui il rappresentante nazionale si sarebbe esibito con varie proposte, tra le quali il pubblico avrebbe scelto la canzone designata per il concorso europeo.[237][238] Il 19 agosto 2023 Star Channel ha confermato ufficialmente che Fame Story non sarebbe stato utilizzato nel processo di selezione dell'artista cipriota.[239]
- Israele: in seguito allo scoppio della guerra Israele-Hamas, con la successiva invasione della striscia di Gaza delle forze armate israeliane il 27 ottobre 2023,[240] ha portato alla nascita di proteste e petizioni affinché Israele fosse escluso dalla manifestazione; alcune petizioni in ambito della campagna boicottaggio, disinvestimento e sanzioni (BDS) erano rivolte principalmente alle reti televisive di Finlandia,[241] Norvegia[242] e Islanda.[243] L'8 dicembre 2023 l'UER ha dichiarato, tramite comunicato sul sito della manifestazione, che non avrebbe escluso il Paese dal concorso rimarcandone la sua natura apolitica.[244] Ulteriori critiche sono state rivolte all'emittenti Keshet e IPBC per l'uso di carattere propagandistico nel programma HaKokhav HaBa (selezione nazionale israeliana), in cui alcuni partecipanti si esibiscono indossando divise delle forze di difesa israeliane (IDF) e vengono mostrati collegamenti con alcuni soldati per promuovere l'azione militare sulla striscia di Gaza. Ciò ha portato alcune testate online internazionali dedicate al concorso a minimizzare la copertura mediatica relativa alla partecipazione israeliana, come segno di protesta per l'uso politico della manifestazione europea da parte del governo israeliano.[245][246] Alla fine di febbraio 2024, diversi organi di informazione israeliani hanno riferito che due canzoni, intitolate October Rain e Dance Forever, erano state selezionate per essere prese in considerazione come possibile proposta israeliana per l'edizione 2024; entrambe le canzoni sono state sottoposte alla valutazione dell'UER ma sono state respinte perché contenenti testi politici.[247][248] IPBC, che inizialmente aveva minacciato il ritiro dalla manifestazione dopo che i brani erano stati considerati non idonei,[249][250] ha successivamente annunciato il 3 marzo, di aver chiesto agli autori di entrambe le canzoni di «apportare le modifiche necessarie» per renderle idonee al regolamento del concorso.[251] Il 7 marzo l'UER ha confermato che l'ultimo brano proposto dall'emittente israeliana dal titolo Hurricane, una versione rivisitata di October Rain con un nuovo testo, era stato approvato per competere alla manifestazione canora.[59]
- Islanda: in seguito alle petizioni da parte della Società islandese degli autori e compositori (ISAC) e dell'OGAE Iceland di boicottare l'evento in caso di una mancata esclusione di Israele dal concorso,[252][253] l'emittente nazionale RÚV ha dichiarato che avrebbe valutato la partecipazione al concorso dopo lo svolgimento dell'annuale Söngvakeppnin (selezione nazionale islandese) insieme al vincitore della manifestazione.[243][254]
- Italia: al termine della trasmissione della seconda semifinale, nella quale l'Italia aveva il diritto di voto, la Rai ha mostrato su schermo delle possibili percentuali di televoto registrate nel Paese, violando così le regole del concorso che proibiscono la pubblicazione dei risultati dettagliati prima del termine della finale.[255][256] Il giorno seguente l'emittente italiana ha spiegato che si è trattato di un inconveniente tecnico, e che i risultati mostrati erano solo parziali.[257][258]
- Paesi Bassi: il 10 maggio 2024, pur avendo partecipato alla sfilata delle bandiere, il rappresentante olandese Joost Klein non ha preso parte alle prove generali per la serata finale; più tardi l'UER ha comunicato l'apertura di un'indagine su Klein per via di un incidente, affermando che "non avrebbe potuto prendere parte alle prove fino a nuovo ordine".[259][260] L'incidente ha coinvolto Klein e una dipendente team di produzione del concorso, la quale ha poi sporto denuncia formale contro il cantante.[261] Ciò ha costretto l'artista a saltare l'esibizione per le giurie nazionali e, al suo posto, è stata mandata in onda quella girata durante la seconda semifinale.[262][263] L'11 maggio i rappresentanti delle emittenti olandesi NPO e AVROTROS hanno discusso dell'accaduto con l'UER,[264] e qualche ora più tardi l'UER ha annunciato, tramite comunicato stampa, di aver squalificato il cantante dal concorso per comportamento non appropriato.[111] AVROTROS ha a sua volta pubblicato un comunicato spiegando che Klein avrebbe fatto un "movimento brusco" verso un'addetta alle riprese che si è rifiutata di smettere di filmarlo dopo aver lasciato il palcoscenico, al contempo definendo la sanzione sproporzionata rispetto all'accaduto.[265][266] La youtuber Nikkie de Jager, che avrebbe dovuto essere la portavoce della giuria olandese durante la serata finale, si è dimessa per protesta.[267]
- Norvegia: l'11 maggio 2024 la portavoce della giuria norvegese, Alessandra Mele, si è dimessa, ed è stata sostituita dalla conduttrice del canale NRK Ingrid Helljesen. Mele ha affermato di averlo fatto per protestare contro l'inclusione di Israele nel concorso, non trovandola coerente con lo slogan dell'evento "United by Music".[268]
- Finlandia: l'11 maggio 2024, poco dopo l'annuncio di Alessandra Mele, anche il portavoce della giuria finlandese Käärijä ha dato le proprie dimissioni dal ruolo.[269]

### Annotazioni
1. ↑  A causa di problemi di programmazione che hanno impedito all'artista di esibirsi dal vivo, è stata invece mostrata un'esibizione preregistrata.
2. ↑  Fino alla squalifica dei Paesi Bassi gli stati qualificati avrebbero dovuto essere 10.
3. ↑  Commento in lingua francese.
4. ↑  Commento in lingua olandese.
5. ↑  Commento in lingua estone.
6. ↑  Commento in lingua russa.
7. ↑  Commento integrato nella lingua dei segni estone.
8. ↑  Commento integrato rispettivamente in: lingua finlandese, lingua svedese, lingua russa, lingua sami di Inari e lingua sami settentrionale.
9. ↑  Commento in lingua finlandese.
10. ↑  Commento in lingua svedese.
11. 1 2  Commento in lingua islandese.
12. ↑  Commento integrato nella lingua dei segni islandese.
13. 1 2 3 4  Solo nella serata finale.
14. ↑  Commento in lingua lussemburghese.
15. ↑  Commento in lingua inglese.
16. ↑  Commento in lingua francese.
17. ↑  La trasmissione della seconda semifinale è stata in differita.
18. ↑  La trasmissione della finale è stata in differita.
19. ↑  Commento integrato nella Lingua dei segni britannica.
20. ↑  La trasmissione della prima semifinale è stata temporaneamente spostata su RTS 2 per poter permettere a RTS 1 di trasmettere la cerimonia di arrivo del presidente cinese Xi Jinping, in visita di Stato in Serbia.
21. ↑  Commento per la finale integrato rispettivamente in: Lingua spagnola e lingua catalana.
22. ↑  Commento in lingua catalana.
23. ↑  Commento in lingua tedesca.
24. ↑  Commento in lingua francese.
25. ↑  Commento in lingua italiana.
26. ↑  Con il commento integrato nella lingua dei segni ucraina di Tetjana Žurkova, Inna Petrova, Iryna Skolotova, Julija Porplik, Anfisa Boldusjeva e Lada Sokoljuk.
27. ↑  Solo serata finale con il commento integrato di Priscila Bertozzi.
28. 1 2  Solo serata finale con il commento integrato di Rayén Araya e Ignacio Lira.
29. ↑  Con il commento integrato in lingua svedese di Johan Lindroos ed Eva Frantz, in lingua sami di Inari di Heli Huovinen, in lingua sami settentrionale di Aslak Paltto e in lingua russa di Levan Tvaltvadze.
30. ↑  Solo per le semifinali.
31. ↑  Commento integrato anche nella lingua dei segni italiana.
32. ↑  Con il commento integrato in lingua sami di Inari di Heli Huovinen e in lingua sami settentrionale di Aslak Paltto.

### Fonti
1. ↑  (EN) James Stephenson, Eurovision 2024: Norway Plans to Propose New Voting System, su eurovoix.com, 19 luglio 2023. URL consultato il 19 luglio 2023.
2. ↑  (EN) Voting changes (2023) FAQ, su eurovision.tv, UER. URL consultato il 19 luglio 2023.
3. ↑  (EN) Major changes for Malmö: Big Five & Sweden perform LIVE in Semi-Finals and you can vote for longer, su eurovision.tv, 11 marzo 2024. URL consultato il 28 marzo 2024.
4. ↑  (EN) William Mirakian, Eurovision 2024: SVT Appoints Eurovision Song Contest Core Team, su eurovoix.com, 14 giugno 2023. URL consultato il 15 giugno 2023.
5. ↑  (EN) Eurovision 2024 core team for Malmö is now complete, su eurovision.tv, UER, 11 settembre 2023. URL consultato il 14 settembre 2023.
6. ↑  (EN) Incredible stage revealed for Eurovision 2024, su eurovision.tv, 19 dicembre 2023. URL consultato il 19 dicembre 2023.
7. ↑  (EN) Petra Mede and Malin Åkerman will host the Eurovision Song Contest 2024, su eurovision.tv, 5 febbraio 2024. URL consultato il 5 febbraio 2024.
8. ↑  (EN) 'United By Music' chosen as permanent Eurovision slogan, su eurovision.tv, 14 novembre 2023. URL consultato il 14 novembre 2023.
9. ↑  (EN) Eurovision 2024 theme art revealed!, su eurovision.tv, 14 dicembre 2023. URL consultato il 14 dicembre 2023.
10. ↑  (SV) När Stockholm sviker – Eskilstuna välkomnar Eurovision, su ekuriren.se. URL consultato il 20 maggio 2023.
11. ↑  (SV) Lovisa Hansson, Got Event satsar för att anordna Eurovision: "Vill välkomna Europa", su SR, 15 maggio 2023. URL consultato il 20 maggio 2023.
12. ↑  (EN) Anthony Granger, Eurovision 2024: Calls For Jönköping to Bid to Host, su eurovoix.com, 20 maggio 2023. URL consultato il 20 maggio 2023.
13. ↑  (EN) Anthony Granger, Eurovision 2024: Malmö Prepared to Bid to Host Eurovision, su eurovoix.com, 15 maggio 2023. URL consultato il 16 maggio 2023.
14. ↑  (EN) Anthony Granger, Eurovision 2024: Örnsköldsvik Expresses Interest in Hosting, su eurovoix.com, 16 maggio 2023. URL consultato il 17 maggio 2023.
15. ↑  (SV) Skrällen: Eurovision till Partille? "Välkommen", su partilletidning.se, 18 maggio 2023. URL consultato il 20 maggio 2023.
16. ↑  (EN) Franciska van Waarden, Eurovision 2024: Sandviken City Council to Examine a Potential Hosting Bid, su eurovoix.com, 22 maggio. URL consultato il 22 maggio 2023.
17. ↑  (EN) Anthony Granger, Eurovision 2024: Stockholm’s Aim is for the Friends Arena to Host the Contest, su eurovoix.com, 16 maggio 2023. URL consultato il 17 maggio 2023.
18. 1 2  (EN) Rafaell Andersson, Eurovision 2024: Gothenburg Prepares Bid To Host, su eurovoix.com, 10 giugno 2023. URL consultato il 10 giugno 2023.
19. ↑  (SV) Stockholm vill ha Eurovision Song Contest, su expressen.se, 7 giugno 2023. URL consultato l'8 giugno 2023.
20. ↑  (SV) Stina Ahlinder, Örnsköldsvik kommun ansöker om att arrangera Eurovision 2024, su svt.se, 13 giugno 2023. URL consultato il 13 giugno 2023.
21. ↑  (EN) Sanjay Jiandani, Eurovision 2024: Malmo applies to host the event, su esctoday.com, 13 giugno 2023. URL consultato il 13 giugno 2023.
22. ↑  (EN) Anthony Granger, Eurovision 2024: Sandviken Will Not Progress With Bid to Host, su eurovoix.com, 8 giugno 2023. URL consultato l'8 giugno 2023.
23. ↑  (SV) Simon Isaksson, Problemet som satte stopp för Eurovision i Jönköping, su sverigesradio.se, 13 giugno 2023. URL consultato il 13 giugno 2023.
24. ↑  (SV) Elina Haimi e Amanda Saveland, Stockholm vill bygga ny arena för Eurovision nästa år, su Dagens Nyheter, 20 giugno 2023. URL consultato il 21 giugno 2023.
25. ↑  (EN) Davide Conte, Eurovision 2024: Stockholm's Bid Based On New Temporary Arena, su eurovoix.com, 21 giugno 2021. URL consultato il 21 giugno 2021.
26. ↑  (SV) Varken Göteborg eller Örnsköldsvik får Eurovision song contest 2024, su aftonbladet.se, 7 luglio 2023. URL consultato il 7 luglio 2023.
27. ↑  (EN) Malmö will host the 68th Eurovision Song Contest in May 2024, su eurovision.tv, UER, 7 luglio 2023. URL consultato il 7 luglio 2023.
28. ↑  (EN) Eurovision 2024: Host City Requirements, su eurovisionworld.com, 18 giugno 2023. URL consultato il 6 luglio 2023.
29. 1 2  (EN) Eurovision 2024: 37 broadcasters head to Malmö, su eurovision.tv, 5 dicembre 2023. URL consultato il 5 dicembre 2023.
30. 1 2 3   Participants of Malmö 2024, su eurovision.tv. URL consultato il 5 dicembre 2023.
31. 1 2  (EN) Neil Farren, Albania: Besa Kokëdhima to Eurovision 2024, su eurovoix.com, 23 dicembre 2023. URL consultato il 23 dicembre 2023.
32. ↑  (EN) James Washak, Albania: Besa Kokëdhima Confirms Revamp of Eurovision 2024 Entry, su eurovoix.com, 2 gennaio 2024. URL consultato il 2 gennaio 2024.
33. ↑  (EN) Neil Farren, Armenia: Ladaniva to Eurovision 2024, su eurovoix.com, 9 marzo 2024. URL consultato il 9 marzo 2024.
34. ↑  (EN) Davide Conte, Armenia: Ladaniva Release "Jako", su eurovoix.com, 13 marzo 2024. URL consultato il 13 marzo 2024.
35. ↑  (EN) Electric Fields to represent Australia in Malmö, su eurovision.tv, 5 marzo 2024. URL consultato il 5 marzo 2024.
36. ↑  (EN) Neil Farren, Austria: Kaleen to Eurovision 2024, su eurovoix.com, 16 gennaio 2024. URL consultato il 16 gennaio 2024.
37. ↑  (EN) Darshan Bijuvignesh, Austria: Kaleen Releases "We Will Rave", su eurovoix.com, 1º marzo 2024. URL consultato il 7 marzo 2024.
38. ↑  (EN) Fahree will represent Azerbaijan in Malmö, su eurovision.tv, 7 marzo 2024. URL consultato il 7 marzo 2024.
39. ↑  (EN) Belgium announces first artist for Eurovision 2024!, su eurovision.tv, UER, 30 agosto 2023. URL consultato il 30 agosto 2023.
40. ↑  (EN) Darshan Bijuvignesh, Belgium: Mustii's Eurovision 2024 Song to Be Revealed in February, su eurovoix.com, 30 agosto 2023. URL consultato il 30 agosto 2023.
41. ↑  (EN) Cyprus: Silia Kapsis joins the party!, su eurovision.tv, UER, 25 settembre 2023. URL consultato il 25 settembre 2023.
42. ↑  (EN) James Stephenson, Cyprus: Eurovision 2024 Song Will Be Called "Liar", su eurovoix.com, 8 gennaio 2024. URL consultato l'8 gennaio 2024.
43. ↑  (EN) Darshan Bijuvignesh, Cyprus: Silia Kapsis Releases "Liar", su eurovoix.com, 29 febbraio 2024. URL consultato il 29 febbraio 2024.
44. ↑  (EN) It's a "Rim Tim Tagi Dim" win in Croatia!, su eurovision.tv, 25 febbraio 2024. URL consultato il 2 marzo 2024.
45. ↑  (EN) Franciska van Waarden, Denmark: Saba to Eurovision 2024, su eurovoix.com, 17 febbraio 2024. URL consultato il 17 febbraio 2024.
46. ↑  (EN) Emily Grace, Estonia: 5Miinust and Puuluup to Eurovision 2024, su eurovoix.com, 17 febbraio 2024. URL consultato il 17 febbraio 2024.
47. ↑  (EN) Yesaac Maldonado, Finland: Windows95Man to Eurovision 2024, su eurovoix.com, 10 febbraio 2024. URL consultato il 10 febbraio 2024.
48. ↑  (EN) Slimane will represent France at Eurovision 2024, su eurovision.tv, 8 novembre 2023. URL consultato l'8 novembre 2023.
49. ↑  (EN) International Idol Nutsa Buzaladze to represent Georgia, su eurovision.tv, 12 gennaio 2024. URL consultato il 12 gennaio 2024.
50. ↑  (EN) Darshan Bijuvignesh, Georgia: Nutsa Buzaladze Will Sing “Fire Fighter” at Eurovision 2024, su eurovoix.com, 6 marzo 2024. URL consultato il 9 marzo 2024.
51. ↑  (EN) Darshan Bijuvignesh, Georgia: Nutsa Buzaladze to Release “Fire Fighter” on 11 March, su eurovoix.com, 8 marzo 2024. URL consultato il 9 marzo 2024.
52. ↑  (EN) Sem Anne Van Dijk, Germany: Isaak to Eurovision 2024, su eurovoix.com, 16 febbraio 2024. URL consultato il 17 febbraio 2024.
53. ↑  (EN) Neil Farren, Greece: Marina Satti to Eurovision 2024, su eurovoix.com, 24 ottobre 2023. URL consultato il 24 ottobre 2023.
54. ↑  (EN) Darshan Bijuvignesh, Greece: Marina Satti Releases "Zari", su eurovoix.com, 7 marzo 2024. URL consultato il 10 marzo 2024.
55. ↑  (EN) Bambie Thug will head to Malmö for Ireland with "Doomsday Blue", su eurovision.tv, 27 gennaio 2024. URL consultato il 26 gennaio 2024.
56. ↑   Antonio Adessi, Eurovision 2024: la compilation ufficiale è su tutte le piattaforme streaming, su eurofestivalnews.com, 13 aprile 2024. URL consultato il 30 aprile 2024.
57. ↑  (EN) New heights for Iceland - Hera Björk wins "Söngvakeppnin" with "Scared Of Heights", su eurovision.tv, 2 marzo 2024. URL consultato il 3 marzo 2024.
58. ↑  (EN) Eden Golan wins "HaKokhav HaBa" in Israel, su eurovision.tv, 6 febbraio 2024. URL consultato il 29 febbraio 2024.
59. 1 2  (EN) Israel: "Hurricane" Confirmed as Eurovision 2024 Entry, su eurovoix.com, 7 marzo 2024. URL consultato il 7 marzo 2024.
60. ↑  (EN) Eurovoix Team, Israel: KAN Confirms Changes to Previously Rejected Eurovision Songs, su eurovoix.com, 3 marzo 2024. URL consultato il 3 marzo 2024.
61. ↑   Beppe Dammacco, Angelina Mango ha detto sì: volerà a Malmö per l'Eurovision Song Contest, su eurofestivalnews.com, 11 febbraio 2024. URL consultato l'11 febbraio 2024.
62. ↑   Federico Rossini, Eurovision 2024: "La noia", il testo di Angelina Mango modificato per Malmö, su eurofestivalnews.com, 14 marzo 2024. URL consultato il 14 marzo 2024.
63. ↑  (EN) Yesaac Maldonado, Latvia: Dons to Eurovision 2024, su eurovoix.com, 10 febbraio 2024. URL consultato il 10 febbraio 2024.
64. ↑  (EN) Congratulations Silvester: From Lithuania's "Eurovizija.LT" to Eurovision, su eurovision.tv, 17 febbraio 2024. URL consultato il 17 febbraio 2024.
65. ↑  (EN) Tali will front Luxembourg's return to Eurovision with "Fighter", su eurovision.tv, 27 gennaio 2024. URL consultato il 27 gennaio 2024.
66. ↑  (EN) Anthony Granger, Luxembourg: Revamp of “Fighter” Confirmed, su eurovoix.com, 4 marzo 2024.
67. ↑  (EN) Sarah Bonnici heads from Malta to Malmö, su eurovision.tv, 4 febbraio 2024. URL consultato il 4 febbraio 2024.
68. ↑  (EN) Anthony Granger, Malta: Sarah Bonnici Releases Revamped Version of Eurovision Entry "Loop", su Eurovoix, 14 marzo 2024. URL consultato il 14 marzo 2024.
69. ↑  (EN) We'll be seeing Natalia Barbu in Malmö for Moldova!, su eurovision.tv, 17 febbraio 2024. URL consultato il 17 febbraio 2024.
70. ↑  (EN) Anthony Granger, Moldova: "In The Middle" Undergoes Revamp, su Eurovoix, 12 marzo 2024. URL consultato il 14 marzo 2024.
71. ↑  (EN) Gåte will represent Norway at Eurovision 2024, su eurovision.tv, 3 febbraio 2024. URL consultato il 3 febbraio 2024.
72. ↑  (EN) James Washak, Netherlands: Joost Klein to Eurovision 2024, su eurovoix.com, 11 dicembre 2023. URL consultato l'11 dicembre 2023.
73. ↑  (EN) Sem Anne Van Dijk, Netherlands: Joost Klein Releases "Europapa", su eurovoix.com, 29 febbraio 2024. URL consultato il 29 febbraio 2024.
74. ↑  (EN) Sanjay (Sergio) Jiandani, Poland: Eurovision 2024 artist announcement on 19 February, su esctoday.com, 16 febbraio 2024. URL consultato il 16 febbraio 2024.
75. ↑  (EN) James Stephenson, United Kingdom: Olly Alexander to Eurovision 2024, su eurovoix.com, 16 dicembre 2023. URL consultato il 16 dicembre 2023.
76. ↑  (EN) James Stephenson, United Kingdom: Olly Alexander to Release "Dizzy" on March 1, su eurovoix.com, 7 febbraio 2024. URL consultato il 7 febbraio 2024.
77. ↑  (EN) Neil Farren, Czechia: Aiko to Eurovision 2024, su eurovoix.com, 13 dicembre 2023. URL consultato il 13 dicembre 2023.
78. ↑  (EN) James Stephenson, Czechia: "Pedestal" Could Be Revamped for Eurovision 2024, su eurovoix.com, 23 gennaio 2024. URL consultato il 29 gennaio 2024.
79. ↑  (EN) "11:11" won - Megara will represent San Marino in Malmö, su eurovision.tv, 25 febbraio 2024. URL consultato il 25 febbraio 2024.
80. ↑  (EN) James Washak, San Marino: Jose Pablo Polo Revealed to have Created Eurovision Version of "11:11", su eurovoix.com, 25 aprile 2024. URL consultato il 27 aprile 2024.
81. ↑  (EN) Teya Dora will head to Malmö for Serbia with "Ramonda", su eurovision.tv, 3 marzo 2024. URL consultato il 2 marzo 2024.
82. ↑  (EN) Sem Anne Van Dijk, Slovenia: Raiven to Eurovision 2024, su eurovoix.com, 12 dicembre 2023. URL consultato il 12 dicembre 2023.
83. ↑  (EN) Emily Grace, Slovenia: Raiven Releases Eurovision 2024 Entry "Veronika", su eurovoix.com, 20 gennaio 2024. URL consultato il 20 gennaio 2024.
84. ↑  (EN) Anthony Granger, Slovenia: Raiven Recording New Version of "Veronika" for Eurovision, su eurovoix.com, 23 febbraio 2024. URL consultato il 29 febbraio 2024.
85. ↑  (EN) Nebulossa wins "Benidorm Fest" in Spain, su eurovision.tv, 4 febbraio 2023. URL consultato il 4 febbraio 2024.
86. ↑  (EN) An "Unforgettable" Eurovision for Sweden: Marcus & Martinus win "Melodifestivalen", su eurovision.tv, 9 marzo 2024. URL consultato il 9 marzo 2024.
87. ↑  (EN) Nemo will perform "The Code" in Malmö for Switzerland, su eurovision.tv, 29 febbraio 2024. URL consultato il 29 febbraio 2024.
88. ↑  (EN) Darshan Bijuvignesh, Ukraine: alyona alyona & Jerry Heil to Eurovision 2024, su eurovoix.com, 4 febbraio 2024. URL consultato il 4 febbraio 2024.
89. ↑  (ES) Viernes en la PreParty-Es 2024, su pre-party.es. URL consultato il 15 marzo 2024.
90. ↑  (ES) Eurovision Spain - PrePartyES 2024, su pre-party.es. URL consultato il 15 gennaio 2024.
91. ↑  (ES) Sàbado en la PreParty-Es 2024, su pre-party.es. URL consultato il 15 marzo 2024.
92. ↑  (ES) Barcelona Eurovision Party 2024 - 4, 5 & 6 APRIL 2024, su bcneurovision.com. URL consultato il 15 gennaio 2024.
93. ↑  (EN) Barcelona Eurovision Party 2024: Program announced with new concepts and dates, su Eurovisionworld, 14 ottobre 2023. URL consultato il 19 gennaio 2024.
94. ↑  (EN) London Eurovision Party 2024, su ldneurovision.com, 4 gennaio 2024. URL consultato il 14 gennaio 2024.
95. ↑  (NL) Eurovision in Concert, su eurovisioninconcert.nl, 6 settembre 2019. URL consultato il 17 gennaio 2024.
96. ↑  (EN) Nordic Eurovision Party, su nordiceurovision.com. URL consultato il 13 gennaio 2024.
97. ↑  (EN) Nordic Music Celebration - Artists, su nordicmusiccelebration.com. URL consultato il 24 marzo 2024.
98. ↑  (EN) Copenhagen to host Eurovision pre-party in May: MalmöHagen, su Eurovisionworld, 12 gennaio 2024. URL consultato il 19 gennaio 2024.
99. ↑  (EN) Darshan Bijuvignesh, Eurovision 2024: Allocation Draw Pots Revealed, su eurovoix.com, 29 gennaio 2024. URL consultato il 29 gennaio 2024.
100. ↑  (EN) Details released for "Eurovision Song Contest 2024: The Draw", su eurovision.tv, 21 dicembre 2023. URL consultato il 30 gennaio 2024.
101. ↑  (EN) Eurovision 2024: Semi-Final Draw results, su eurovision.tv, 30 gennaio 2024. URL consultato il 1º febbraio 2024.
102. ↑  (EN) Eurovision 2024: Semi-Final Running Orders revealed!, su eurovision.tv, 26 marzo 2024. URL consultato il 26 marzo 2024.
103. ↑  (EN) Eurovision 2024: The Grand Final running order, su eurovision.tv, 10 maggio 2024. URL consultato il 14 maggio 2024.
104. ↑  (EN) Eleni Foureira, Eric Saade and Chanel to open Malmö 2024 First Semi-Final, su eurovision.tv, UER, 4 maggio 2024. URL consultato il 6 maggio 2024.
105. ↑  (EN) The original double winner is coming to Malmö: Johnny Logan returns, su eurovision.tv, UER, 3 maggio 2024. URL consultato il 6 maggio 2024.
106. 1 2  (EN) Semi-Final interval acts announced: A Eurovision all-stars lineup!, su eurovision.tv, UER, 1º maggio 2024. URL consultato il 6 maggio 2024.
107. ↑  (EN) Results of the First Semi-Final of Malmö 2024, su eurovision.tv. URL consultato il 12 maggio 2024.
108. ↑  (EN) Live From Malmö: Eurovision 2024 Semi-Final Two First Dress Rehearsal, su eurovoix.com, 8 maggio 2024. URL consultato l'8 maggio 2024.
109. ↑  (EN) Results of the Second Semi-Final of Malmö 2024, su eurovision.tv. URL consultato il 12 maggio 2024.
110. ↑  (EN) Sweden have been drawn to open the Grand Final in Malmö, su eurovision.tv, 11 marzo 2024. URL consultato il 14 marzo 2024.
111. 1 2  (EN) Statement on Dutch participation in the Eurovision Song Contest, su eurovision.tv, 11 maggio 2024.
112. ↑   Eurovision 2024: Joost Klein (Paesi Bassi) fuori, ma non cambia la scaletta, su eurofestivalnews.com, 11 maggio 2024.
113. ↑  (EN) Swedish pop group Alcazar to reunite for the Grand Final, su eurovision.tv, 10 maggio 2024. URL consultato l'11 maggio 2024.
114. ↑  (EN) Eurovision winners pay tribute to ABBA in the Grand Final, su eurovision.tv, 10 maggio 2024. URL consultato l'11 maggio 2024.
115. ↑  (EN) James Stephenson, Eurovision 2024: ABBA Featured in Grand Final, su eurovoix.com, 10 maggio 2024. URL consultato l'11 maggio 2024.
116. ↑  (EN) Reigning Eurovision winner Loreen to perform at the Grand Final, su eurovision.tv, 6 maggio 2024. URL consultato l'11 maggio 2024.
117. 1 2 3  (EN) Results of the Grand Final of Malmö 2024, su eurovision.tv. URL consultato il 12 maggio 2024.
118. ↑  (EN) The 2024 Marcel Bezençon Award Winners, su eurovision.tv, 11 maggio 2024. URL consultato il 12 maggio 2024.
119. ↑  (EN) 2024 OGAE Poll, su ogaeinternational.org, OGAE International. URL consultato il 4 aprile 2024.
120. ↑   OGAE POLL 2024 RESULTS, su docs.google.com. URL consultato il 7 aprile 2024.
121. ↑  (EN) Grand Final of Malmö 2024 – Jurors, su eurovision.tv. URL consultato il 12 maggio 2024.
122. ↑  (EN) Anthony Granger, Andorra: Susanne Georgi's Campaign to Bring Andorra Back to Eurovision Continues, su eurovoix.com, 12 maggio 2023. URL consultato il 13 maggio 2023.
123. ↑  (ES) Andorra no participará en Eurovisión 2024, su Eurofestivales, 17 agosto 2023. URL consultato il 17 agosto 2023.
124. ↑  (EN) Sanjay Jiandani, Andorra: RTVA confirms non participation at Eurovision 2024, su esctoday.com, 21 agosto 2023. URL consultato il 21 agosto 2023.
125. ↑   Emanuele Lombardini, La tv bielorussa espulsa dalla EBU, addio (anche) all'Eurovision, su eurofestivalnews.com, 1º luglio 2021. URL consultato il 25 marzo 2022.
126. ↑  (ES) Bosnia y Herzegovina: BHRT reconoce que lo más probable es que no participe en Eurovisión 2024, su eurofestivales.blogspot.com, 7 giugno 2023. URL consultato il 7 giugno 2023.
127. ↑  (EN) Davide Conte, Bosnia & Herzegovina: BHRT Will Not Participate in Eurovision 2024, su eurovoix.com, 2 agosto 2023. URL consultato il 2 agosto 2023.
128. ↑  (EN) Bulgaria is no longer participating in the contest. Best regards, su Twitter, 12 maggio 2023. URL consultato il 13 maggio 2023.
129. ↑  (BG) Здравейте, все е още прекалено рано, за да се каже със сигурност. Поздрави., su Twitter, 14 maggio 2023. URL consultato il 14 maggio 2023.
130. ↑  (EN) Anthony Granger, Faroe Islands: Hopeful of EBU Membership in the Future, su eurovoix.com, 12 maggio 2023. URL consultato il 16 maggio 2023.
131. ↑  (EN) Sissal Grækarisdóttir Magnussen, Faroes set sights on Eurovision membership, su kvf.fo, 16 maggio 2023. URL consultato il 17 maggio 2023 (archiviato dall'url originale il 17 maggio 2023).
132. ↑  (SQ) Festivali i Këngës në Kosovë për herë të parë/ Adi Krasta zbulon detajet: Nuk do të përfaqësohemi në Eurosong, su lajme.rtsh.al. URL consultato il 22 ottobre 2023.
133. ↑  (EN) James Stephenson, Liechtenstein: 1 FL TV Rules Out Eurovision 2024, su eurovoix.com, 10 agosto 2023. URL consultato il 10 agosto 2023.
134. ↑  (EN) James Stephenson, North Macedonia: MRT Budget Suggests Eurovision Return, su Eurovoix, 15 settembre 2023. URL consultato il 5 dicembre 2023.
135. ↑  (EN) Anthony Granger, Monaco: TVMONACO to Launch September 1, 2023, su eurovoix.com, 15 aprile 2023. URL consultato il 12 maggio 2023.
136. ↑  (EN) Anthony Granger, Monaco: Eligible to Compete in the Eurovision Song Contest 2024, su eurovoix.com, 5 settembre 2023. URL consultato il 6 settembre 2023.
137. ↑  (EN) Sanjay (Sergio) Jiandani, Monaco: MMD- TVMONACO will not compete at Eurovision 2024, su esctoday.com, 15 settembre 2023. URL consultato il 15 settembre 2023.
138. ↑  (EN) James Stephenson, Romania: Local Media Reports That Romania Will Withdraw from Eurovision 2024, su eurovoix.com, 8 settembre 2023. URL consultato l'8 settembre 2023.
139. ↑  (EN) Manos Katsoulakis, Romania: Eurovision 2024 participation lies on the decision of the Minister of Finance!, su eurovisionfun.com, 12 settembre 2023. URL consultato il 12 settembre 2023.
140. ↑  (EN) James Stephenson, Romania: Romania Will Not Compete in Eurovision 2024, su eurovoix.com, 25 gennaio 2024. URL consultato il 25 gennaio 2024.
141. ↑  (EN) Anthony Granger, European Broadcasting Union Formally Suspends Russian Broadcasters, su eurovoix.com, 29 maggio 2022. URL consultato il 12 dicembre 2022.
142. ↑  (ES) Eslovaquia: RTVS seguirá fuera de Eurovisión y Eurovisión Junior, su eurofestivales.blogspot.com, 4 giugno 2023. URL consultato il 4 giugno 2023.
143. ↑  (EN) Anthony Granger, Slovakia: RTVS Considering Return to Eurovision in 2025, su eurovoix.com, 8 agosto 2023. URL consultato l'8 agosto 2023.
144. ↑  (EN) Anthony Granger, Albania: Work on Festivali i Këngës 63 Underway, su eurovoix.com, 2 maggio 2024. URL consultato il 2 maggio 2024.
145. ↑   RTSH, Eurovision 2024 drejtpërdrejt nga Malmo, Suedi nën komentin e Andri Xhahut më 7, 9 dhe 11 maj ora 21;00 në RTSH1HD, RTSH Muzikë dhe Radio Tirana 1, su Instagram. URL consultato il 6 maggio 2024.
146. ↑  (HY) ARMTV, «Եվրատեսիլ 2024»-ին հաշված օրեր են մնացել, su Instagram. URL consultato il 1º maggio 2024.
147. ↑  (EN) 2024 Upfronts: SBS / NITV, su tvtonight.com.au, 31 ottobre 2023. URL consultato il 5 dicembre 2023.
148. ↑  (DE) Eurovision Song Contest 2024: Unser Song für Malmö – Kaleen tritt mit „We Will Rave“ an, su tv.ORF.at. URL consultato il 2 aprile 2024.
149. ↑  (EN) Anthony Granger, Austria: Jan Böhmermann & Olli Schulz to Host FM4’s Eurovision 2024 Coverage, su eurovoix.com, 9 aprile 2024. URL consultato il 9 aprile 2024.
150. ↑  (DE) Eurovision Song Contest 2024, su ORF. URL consultato il 1º maggio 2024.
151. ↑  (EN) Davide Conte, Azerbaijan: Nurlana Jafarova to Commentate on Eurovision 2024, su eurovoix.com, 7 aprile 2024. URL consultato il 7 aprile 2024.
152. ↑  (EN) Neil Farren, Belgium: RTBF Reveal Eurovision 2024 Broadcast Plans, su eurovoix.com, 17 aprile 2024. URL consultato il 17 aprile 2024.
153. ↑  (FR) Voici le dispositif mis en place par la RTBF pour l’Eurovision, su soirmag.lesoir.be, 15 aprile 2024. URL consultato il 26 aprile 2024.
154. ↑  (EN) Davide Conte, Belgium: RTBF Announces Commentators for Eurovision 2024, su eurovoix.com, 27 aprile 2024. URL consultato il 27 aprile 2024.
155. ↑  (EN) Neil Farren, Belgium: VRT Reveals Eurovision 2024 Broadcast Plans, su eurovoix.com, 26 aprile 2024. URL consultato il 26 aprile 2024.
156. ↑  (EN) Sem Anne Van Dijk, Cyprus: Melina Karageorgiou and Hovig Commentators for Eurovision 2024, su eurovoix.com, 3 aprile 2024. URL consultato il 4 aprile 2024.
157. ↑  (EN) ΡΙΚ Τηλεόραση - Πρόγραμμα Σάββατο 11 Μαΐου 2024, su ΡΙΚ Τηλεόραση - Πρόγραμμα Σάββατο 11 Μαΐου 2024. URL consultato il 2 maggio 2024.
158. ↑  (HR) Malmö: Izbor za pjesmu Eurovizije 2024. - 1. polufinalna večer, prijenos, su Hrvatska radiotelevizija, 27 aprile 2024. URL consultato il 28 aprile 2024.
159. ↑  (EN) Rafaell Andersson, Croatia: HRT Confirms Duško Ćurlić as Eurovision 2024 Commentator, su Eurovoix, 29 aprile 2024. URL consultato il 1º maggio 2024.
160. ↑  (EN) Emily Grace, Denmark: Ole Tøpholm To Commentate On Eurovision 2024, su eurovoix.com, 25 gennaio 2024. URL consultato il 25 gennaio 2024.
161. ↑  (DA) DRTV - Se Melodi Grand Prix & Eurovision Song Contest 2024 live, su dr.dk. URL consultato il 18 aprile 2024.
162. ↑  (EN) Davide Conte, Estonia: Estonian and Russian Commentators for Eurovision 2024 Announced, su eurovoix.com, 27 aprile 2024. URL consultato il 27 aprile 2024.
163. ↑  (FI) TV-opas | Ohjelmat ti 7. toukokuuta 2024 | Yle Areena, su areena.yle.fi. URL consultato il 9 aprile 2024 (archiviato dall'url originale il 6 aprile 2024).
164. ↑  (EN) Franciska Van Waarden, Finland: Swedish Language Commentators Announced For Eurovision 2024, su eurovoix.com, 29 aprile 2024. URL consultato il 1º maggio 2024.
165. ↑  (EN) Rafaell Andersson, Finland: YLE to Provide Eurovision 2024 Commentary in Five Languages, su Eurovoix, 5 maggio 2024. URL consultato il 5 maggio 2024.
166. ↑  (EN) Neil Farren, France: Eurovision 2024 Broadcast Plans and Commentators Revealed, su eurovoix.com, 26 marzo 2024. URL consultato il 31 marzo 2024.
167. ↑  (KA) ევროვიზია 2024 - 7, 9 და 11 მაისი, პირდაპირი ტრანსლაცია პირველ არხზე, su 1TV, 15 aprile 2024. URL consultato il 28 aprile 2024.
168. ↑  (EN) Darshan Bijuvignesh, Georgia: Nika Lobiladze Commentator for GPB at Eurovision 2024, su eurovoix.com, 8 maggio 2024. URL consultato l'8 maggio 2024.
169. ↑  (DE) ARD hält an ESC-Teilnahme fest, su Süddeutsche Zeitung, DPA, 15 maggio 2023. URL consultato il 20 maggio 2023.
170. ↑  (EN) Neil Farren, Germany: Broadcast Plans for Eurovision 2024 Revealed, su eurovoix.com, 7 marzo 2024. URL consultato il 7 marzo 2024.
171. ↑  (EN) Neil Farren, Germany: Thorsten Schorn to Commentate on Eurovision 2024, su eurovoix.com, 9 aprile 2024. URL consultato il 9 aprile 2024.
172. ↑  (DE) Germany - Zero Points!, su RBB, 11 maggio 2024. URL consultato l'8 maggio 2024.
173. ↑  (EN) Neil Farren, Greece: Thanasis Alevras and Jerome Kaluta to Commentate on Eurovision 2024, su eurovoix.com, 23 febbraio 2024. URL consultato il 7 marzo 2024.
174. ↑   ΕΡΤ - Πρόγραμμα Τηλεόρασης & Ραδιοφώνου, su program.ert.gr. URL consultato il 20 aprile 2024.
175. ↑  (EL) Απευθείας από τη Σουηδία στο Δεύτερο Πρόγραμμα 103.7 και στην ΕΡΤ1, su ERT, 6 maggio 2024. URL consultato l'8 maggio 2024 (archiviato dall'url originale il 6 maggio 2024).
176. ↑  (EN) James Washak, Ireland: Marty Whelan Commentator for RTÉ at Eurovision 2024, su eurovoix.com, 2 maggio 2024. URL consultato il 5 maggio 2024.
177. ↑  (IS) 7. mai 2024, su ruv.is. URL consultato il 2 aprile 2024.
178. ↑  (EN) Emily Grace, Iceland: Gunna Dís Emilsdóttir Confirmed As New Eurovision Commentator For RÚV, su eurovoix.com, 18 aprile 2024. URL consultato il 18 aprile 2024.
179. ↑  (HE) Gil Mishali, הפרשנים שיתלוו לעדן גולן באירוויזיון, su mako.co.il, 25 febbraio 2024. URL consultato il 31 marzo 2024.
180. ↑  (HE) קול חדש לישראל באירוויזיון: זה האיש שמצטרף לעמדת השידור, su ice.co.il, 13 marzo 2024. URL consultato il 31 marzo 2024.
181. ↑   Beppe Dammacco, Eurovision 2024: le semifinali in onda su Rai 2, la finale su Rai 1, su eurofestivalnews.com, 30 gennaio 2024. URL consultato il 30 gennaio 2024.
182. ↑   Emanuele Lombardini, Eurovision 2024, la Rai conferma al commento la coppia Corsi-Maionchi, su eurofestivalnews.com, 23 febbraio 2024. URL consultato il 23 febbraio 2024.
183. ↑   Eurovision 2024 in diretta su Radio 2: al commento Diletta Parlangeli e Matteo Osso, su eurofestivalnews.com, 27 marzo 2024. URL consultato il 28 marzo 2024.
184. ↑  (EN) Anthony Granger, Kosovo: RTK Broadcasting the Eurovision Song Contest 2024, su eurovoix.com, 5 maggio 2024. URL consultato il 5 maggio 2024.
185. ↑  (LV) Dons ar Latvijas Eirovīzijas delegāciju devies uz Zviedriju, lai aizstāvētu Latvijas vārdu Eiropā, su la.lv. URL consultato il 1º maggio 2024.
186. ↑  (EN) Emily Grace, Latvia: Toms Grēviņš And Lauris Reiniks To Commentate On Eurovision 2024, su eurovoix.com, 3 maggio 2024. URL consultato il 3 maggio 2024.
187. ↑   Aš esu muzika | 2024-04-13, LRT. URL consultato il 26 aprile 2024.
188. ↑  (EN) Luxembourg to return to the Eurovision Song Contest in 2024, su eurovision.tv, UER, 12 maggio 2023. URL consultato il 17 maggio 2023.
189. ↑  (EN) Neil Farren, Luxembourg: Spokesperson and Commentators for Eurovision 2024 Revealed, su eurovoix.com, 22 aprile 2024. URL consultato il 22 aprile 2024.
190. ↑  (EN) Jeff Spielmann e Sandy Schmit, Spokesperson and commentators: Désirée Nosbusch announces points, Sarah Tapp and Meredith Moss to comment English livestream, su RTL. URL consultato il 1º maggio 2024.
191. ↑  (FR) Jeff Spielmann e Sandy Schmit, Le Luxembourg fait son comeback: Vivez l'Eurovision en direct et en français sur RTL Infos!, su RTL. URL consultato il 1º maggio 2024.
192. ↑  (EN) James Stephenson, North Macedonia: MRT Explains Absence from Eurovision 2024, su eurovoix.com, 6 dicembre 2023. URL consultato il 13 aprile 2024.
193. ↑  (EN) Gerry Avelino, North Macedonia: MRT to Broadcast Eurovision 2024, Aleksandra Jovanovska to Commentate, su eurovoix.com, 6 maggio 2024. URL consultato il 6 maggio 2024.
194. ↑  (EN) Watch: Eurovision's first semi-final tonight, su TVM, 7 maggio 2024. URL consultato l'8 maggio 2024.
195. ↑  (RU) Golban Ionela, Eurovision 2024: sunetul Moldovei în Inima Europei, su trm.md, 7 maggio 2024. URL consultato il 7 maggio 2024.
196. ↑  (EN) Laura Ibrayeva, Montenegro: RTCG Intends to Broadcast Eurovision & Junior Eurovision 2024, su eurovoix.com, 7 gennaio 2024. URL consultato il 7 gennaio 2024.
197. ↑  (EN) Anthony Granger, Montenegro: RTCG Broadcasting Eurovision 2024 on TV & Radio, su eurovoix.com, 5 maggio 2024. URL consultato il 5 maggio 2024.
198. ↑  (NO) Vetle Nielsen, Eurovision Song Contest 2024, su NRK, 18 aprile 2024. URL consultato il 1º maggio 2024.
199. ↑  (NO) Oda Elise Svelstad, Slik følgjer du Eurovision Song Contest på NRK, su NRK, 30 aprile 2024. URL consultato il 5 maggio 2024.
200. ↑  (EN) Sem Anne Van Dijk, Netherlands: Jacqueline Govaert Succeeds Jan Smit as Dutch Eurovision Commentator, su eurovoix.com, 8 marzo 2024. URL consultato l'8 marzo 2024.
201. ↑  (NL) Chantal Janzen en Jan Smit willen nogmaals het Songfestival presenteren, su tvgids.nl, 28 marzo 2024. URL consultato il 2 aprile 2024.
202. ↑  (EN) Anthony Granger, Netherlands: BVN Broadcasting Eurovision 2024 Internationally, su eurovoix.com, 5 maggio 2024. URL consultato il 5 maggio 2024.
203. ↑  (EN) Sem Anne Van Dijk, Poland: Artur Orzech To Return As Polish Commentator For Eurovision 2024, su eurovoix.com, 21 aprile 2024. URL consultato il 1º maggio 2024.
204. ↑  (PL) 68. Konkurs Piosenki Eurowizji - Malmö 2024, su telemagazyn.pl. URL consultato il 1º maggio 2024.
205. ↑  (EN) Davide Conte, Portugal: RTP Revealed Commentators for Eurovision 2024, su eurovoix.com, 28 aprile 2024. URL consultato il 28 aprile 2024.
206. ↑  (EN) Eurovision 2024 across the BBC, su BBC. URL consultato il 5 maggio 2024.
207. ↑  (EN) Steven Heap, United Kingdom: BBC Confirms Semi Finals Will Stay on BBC One in 2024, su eurovoix.com, 27 agosto 2023. URL consultato il 28 agosto 2023.
208. ↑  (EN) Radio 2 Loves Eurovision, Eurovision Grand Final with Scott and Rylan, su BBC. URL consultato il 22 aprile 2024.
209. ↑  (EN) Emily Grace, Czechia: ČT2 Remains the Home of Eurovision For 2024, su eurovoix.com, 22 aprile 2024. URL consultato il 22 aprile 2024.
210. ↑  (EN) Davide Conte, Czechia: New Commentators for Eurovision 2024 Revealed, su eurovoix.com, 27 aprile 2024. URL consultato il 27 aprile 2024.
211. ↑   Guida programmi tv San Marino RTV, su SMRTV. URL consultato il 5 maggio 2024.
212. ↑   Emanuele Lombardini, Via all'Eurovision 2024: Angelina Mango, favoriti, outsiders e... l'Italia in Lussemburgo, su eurofestivalnews.com, 7 maggio 2024. URL consultato il 7 maggio 2024.
213. ↑  (SR) Stevan Ljuština, Luke Black predao zastavu Teya Dori, su evrovizija.rs, 24 aprile 2024. URL consultato il 26 aprile 2024.
214. ↑  (SR) РТС :: Вести :: Душка Вучинић и у Малмеу у коментаторској кабини: Лепо је бавити се оваквим послом 20 година, su RTS. URL consultato il 1º maggio 2024.
215. ↑  (SR) РТС :: РТС 1 :: Прво полуфинале Песме Евровизије – Теја Дора пева за Србију, su RTS. URL consultato il 5 maggio 2024.
216. ↑  (EN) Anthony Granger, Slovakia: Rádio_FM Broadcasting the Eurovision Song Contest 2024, su eurovoix.com, 26 aprile 2024. URL consultato il 26 aprile 2024.
217. ↑  (SL) Služba za komuniciranje RTV Slovenija, Raiven na Pesem Evrovizije v Malmö, su rtvslo.si. URL consultato il 17 aprile 2024.
218. ↑  (SL) Dolores Subotić Miličić, Raiven želi uprizoriti nastop, na katerega bo ponosna še leta, su rtvslo.si. URL consultato il 17 aprile 2024.
219. ↑  (ES) José Miguel Mancheño, Julia Varela y Tony Aguilar comentarán el Festival de Eurovisión 2024 en RTVE, su escplus.es, 12 aprile 2024. URL consultato il 13 aprile 2024.
220. ↑  (EN) Neil Farren, Spain: RTVE to Provide Catalan Commentary for Eurovision 2024, su eurovoix.com, 2 aprile 2024. URL consultato il 13 aprile 2024.
221. ↑  (ES) José Miguel Mancheño, RTVE vuelve a relegar la primera semifinal de Eurovisión 2024 a La 2 y mantiene la segunda en La 1, su escplus.es, 23 aprile 2024. URL consultato il 24 aprile 2024.
222. ↑  (ES) José Miguel Mancheño, Radio Nacional de España emitirá en directo la gran final del Festival de Eurovisión 2024, su escplus.es, 23 aprile 2024. URL consultato il 26 aprile 2024.
223. ↑  (EN) United States: WJFD Broadcasting Eurovision For a Sixth Contest, su eurovoix.com, 11 maggio 2024. URL consultato l'11 maggio 2024.
224. ↑  (EN) James Washak, Sweden: Edward af Sillén and Tina Mehrafzoon Announced as Eurovision 2024 Commentators, su eurovoix.com, 20 aprile 2024. URL consultato il 20 aprile 2024.
225. ↑   The Code di Nemo per la Svizzera all’Eurovision Song Contest 2024 a Malmö - RSI Radiotelevisione svizzera, su rsi. URL consultato il 1º aprile 2024.
226. ↑  (EN) Emily Grace, Switzerland: Sven Epiney Confirmed as SRF’s Eurovision 2024 Commentator, su eurovoix.com, 17 aprile 2024. URL consultato il 17 aprile 2024.
227. ↑   TV Sender Programm, su Play SRF. URL consultato il 20 aprile 2024.
228. ↑  (UK) Україна візьме участь у Євробаченні-2024: хто стане музичним продюсером?, su UA:PBC, 28 agosto 2023. URL consultato il 28 agosto 2023.
229. ↑   Polina Horlač, "Євробачення-2024": де дивитися виступ України у першому півфіналі і як голосувати, su UA:PBC. URL consultato il 5 maggio 2024.
230. ↑  (UK) На Радіо Промінь вийде 5 епізодів спецпроєкту 'Побачення з Євробаченням 2', su UA:PBC. URL consultato il 1º maggio 2024.
231. ↑  (EN) Gerry Avelino, Ukraine: Timur Miroshnychenko to Commentate for Eurovision 2024 TV Broadcast, su eurovoix.com, 7 maggio 2024. URL consultato il 7 maggio 2024.
232. ↑   Emanuele Lombardini, Spokesperson Eurovision 2024: Italia in posizione 26, Alessandra Mele rinuncia, su eurofestivalnews.com, 11 maggio 2024. URL consultato l'11 maggio 2024.
233. ↑  (EN) Darshan Bijuvignesh, Cyprus: More Details on 2024 National Selection "Fame Story", su eurovoix.com, 11 luglio 2023. URL consultato l'11 luglio 2023.
234. ↑  (EN) Anthony Granger, Greece: ERT Files Complaint With EBU Over Cyprus' Eurovision Selection Being Held in Greece, su Eurovoix, 29 luglio 2023. URL consultato il 7 agosto 2023.
235. ↑  (EN) Manos Katsoulakīs, Cyprus: Problems with the 2024 Eurovision selection "Fame Story"?, su eurovisionfun.com, 29 luglio 2023. URL consultato il 7 agosto 2023.
236. ↑  (EL) Yiannīs Argyriou, Εν μέσω καλοκαιριού τα Παραγιουροβιζιονικά είναι εδώ!, su eurovisionfun.com, 30 luglio 2023. URL consultato il 7 agosto 2023.
237. 1 2  (EN) Yiannīs Geōrgiou, ERT Vs RIK: The Eurovision controversy continues | RIK's response to EBU!, su eurovisionfun.com, 6 agosto 2023. URL consultato il 7 agosto 2023.
238. ↑  (EN) Cyprus: National final for Eurovision 2024 in January!, su ogaegreece.com, 6 agosto 2023. URL consultato il 7 agosto 2023.
239. ↑  (EN) Darshan Bijuvignesh, Cyprus: STAR Channel Confirms Fame Story Will Not Be The Eurovision 2024 Artist Selection Process, su eurovoix.com, 20 agosto 2023. URL consultato il 20 agosto 2023.
240. ↑  (HE) Shahar Asido, מה יעלה בגורלה של ישראל באירוויזיון? - אירוויזיון 2024, su euromix.co.il, 19 novembre 2023. URL consultato il 28 gennaio 2024.
241. ↑  (FI) Anton Vanha-Majamaa, Muusikot jättivät Ylelle vetoomuksen, jossa he vaativat Euroviisuihin Israel-boikottia, su Yle, 16 gennaio 2024. URL consultato il 28 gennaio 2024.
242. ↑  (NO) Demonstrasjon utenfor NRK før MGP-slipp: – Ingen sier noe, su vg.no, 5 gennaio 2024. URL consultato il 28 gennaio 2024.
243. 1 2  (IS) Andri Yrkill Valsson, Ekki ljóst hvort Ísland taki þátt í Eurovision, su RÚV, 23 gennaio 2024. URL consultato il 28 gennaio 2024.
244. ↑  (EN) Neil Farren, EBU Releases Statement on Israel's Participation in Eurovision, su Eurovoix, 9 dicembre 2023. URL consultato il 28 gennaio 2024.
245. ↑  (EN) Eurovoix Team, Statement: Eurovoix's Coverage of Israel in the Eurovision Song Contest, su Eurovoix, 20 novembre 2023. URL consultato il 28 gennaio 2024.
246. ↑   Israele: nella selezione per l'Eurovision 2024 alcuni cantanti e giurati vestiti da soldati, su eurofestivalnews.com, 20 novembre 2023. URL consultato il 28 gennaio 2024.
247. ↑  (HE) האירוויזיון בסכנה: השיר עלול להיפסל בטענה ש"מילותיו פוליטיות", בתאגיד מתעקשים: לא נחליף, su ynet, 21 febbraio 2024. URL consultato il 3 marzo 2024.
248. ↑  (HE) "אנחנו עוד נרקוד שוב": זה השיר הישראלי שהגיע למקום השני בדרך לאירוויזיון, su ynet, 28 febbraio 2024. URL consultato il 3 marzo 2024.
249. ↑  (HE) רן בוקר, האירוויזיון בסכנה: השיר עלול להיפסל בטענה ש"מילותיו פוליטיות", בתאגיד מתעקשים: לא נחליף, in Ynet, 21 febbraio 2024. URL consultato il 24 febbraio 2024.
250. ↑  (EN) Alex Marshall, ‘October Rain,’ Israel’s Proposed Eurovision Entry, Causes a Storm, in The New York Times, 22 febbraio 2024. URL consultato il 24 febbraio 2024.
251. ↑  (HE) אבי זייקנר, ישראל תשתתף באירוויזיון 2024: השיר ייחשף ב-10 במרץ! - אירוויזיון 2024, su EuroMix, 3 marzo 2024. URL consultato il 3 marzo 2024.
252. ↑  (EN) Laura Ibrayeva, Iceland: Icelandic Society of Authors & Composers Calls For RÚV to Boycott Eurovision if Israel Participates, su eurovoix.com, 12 dicembre 2023. URL consultato il 28 gennaio 2024.
253. ↑  (EN) Anthony Granger, Iceland: OGAE Iceland Calls on RÚV not to Participate in Eurovision 2024 if Israel Competes, su eurovoix.com, 24 dicembre 2023. URL consultato il 28 gennaio 2024.
254. ↑  (EN) James Stephenson, Iceland: Eurovision 2024 Participation Uncertain, su eurovoix.com, 23 gennaio 2024. URL consultato il 28 gennaio 2024.
255. ↑   Beppe Dammacco, Eurovision 2024: in onda i risultati del televoto, Rai viola il regolamento, su eurofestivalnews.com, 9 maggio 2024. URL consultato il 10 maggio 2024.
256. ↑  (EN) Yesaac Maldonado, Italy: Rai Release Televoting Results During Semi-Final Two, su eurovoix.com, 9 maggio 2024. URL consultato il 10 maggio 2024.
257. ↑   ESC 2024, inconveniente tecnico, su Rai. URL consultato il 10 maggio 2024.
258. ↑  (EN) Neil Farren, Italy: Rai Issues Statement After Semi-Final 2 Voting Results Leaked, su eurovoix.com, 10 maggio 2024. URL consultato il 10 maggio 2024.
259. ↑  (EN) Neil Farren, Netherlands: Joost Klein "Not Rehearsing Until Further Notice", su eurovoix.com, 10 maggio 2024. URL consultato il 10 maggio 2024.
260. ↑  (EN) Eurovision 2024: The Netherlands' entry Joost Klein not rehearsing "until further notice" over "incident" - as EBU website goes down, su Sky News. URL consultato il 10 maggio 2024.
261. ↑  (EN) Joost Klein: Dutch contestant disqualified from Eurovision Song Contest, in BBC, 11 maggio 2024. URL consultato l'11 maggio 2024.
262. ↑  (EN) The Netherlands: Joost Klein "Not rehearsing until further notice", su Eurovisionworld, 10 maggio 2024. URL consultato il 10 maggio 2024.
263. ↑   Beppe Dammacco, Eurovision 2024: indagini in corso, Joost salta anche il Jury Show, su eurofestivalnews.com, 10 maggio 2024. URL consultato il 10 maggio 2024.
264. ↑  (EN) Anthony Granger, Netherlands: NPO, AVROTROS & EBU Meeting This Morning Regarding Joost Klein Incident, su eurovoix.com, 11 maggio 2024. URL consultato l'11 maggio 2024.
265. ↑  (NL) Statement Bambie Thug aan einde optreden • Zaal onrustig bij optreden Israël, su NOS, 11 maggio 2024. URL consultato l'11 maggio 2024.
266. ↑  (EN) James Stephenson, Netherlands: AVROTROS Releases Statement on Joost Klein's Disqualification, su eurovoix.com, 11 maggio 2024. URL consultato l'11 maggio 2024.
267. ↑  (NL) Live Songfestival | Optredens finale voorbij, wachten op uitslag zonder Joost Klein, su nu.nl. URL consultato l'11 maggio 2024.
268. ↑  (EN) Protesting Israel’s inclusion, Norway singer won’t announce country’s points at Eurovision, su Times of Israel, 11 maggio 2024. URL consultato l'11 maggio 2024.
269. ↑  (FI) Käärijä ei anna Suomen pisteitä, su iltalehti.fi. URL consultato l'11 maggio 2024.